# Negacionismo de los genocidios indígenas

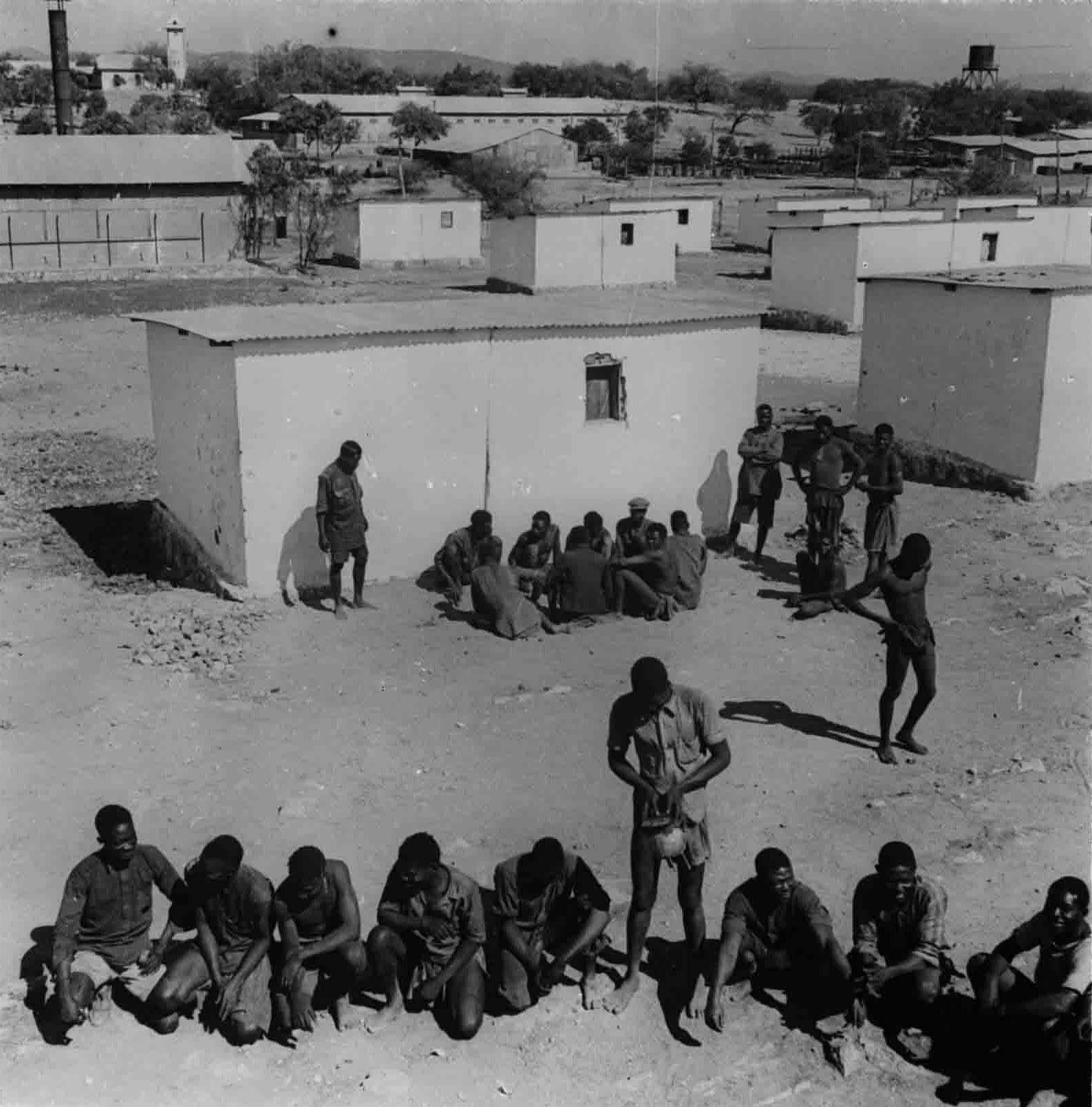
Esclavos namibios en una mina colonial de Alemania. Década de 1920.

El negacionismo de los genocidios indígenas es una postura que rechaza, minimiza o distorsiona los hechos relacionados con los genocidios y otros crímenes atroces cometidos contra los pueblos indígenas a lo largo de la historia. Esta visión se opone al consenso académico que reconoce dichos actos como parte integral de los procesos de colonización, ocupación y formación de Estados en territorios habitados por pueblos originarios.
Durante la colonización europea, diversos imperios expandieron sus territorios sobre las tierras habitadas por naciones indígenas, dando origen a nuevos Estados con fronteras políticas que incluían a estos pueblos originarios. Este proceso implicó una serie de crímenes atroces contra las comunidades indígenas, que durante mucho tiempo fueron invisibilizados o no reconocidos por los grupos dominantes que han tenido el poder político y económico.
En décadas recientes, la investigación de académicos e historiadores ha estudiado el impacto del colonialismo de poblamiento y el colonialismo interno en general desde la perspectiva de los pueblos indígenas. Estos trabajos documentan diversas formas de violencia estructural, entre ellas, el desplazamiento interno, la contención en reservas y campos de concentración, la introducción de enfermedades, la asimilación forzosa, la criminalización, el despojo territorial, la esterilización forzada, la destrucción de las instituciones sociales y familiares, el traslado forzado de niños, separación familiar, la esclavitud, el trabajo forzado, el cautiverio, las masacres, la conversión religiosa forzada y la reducción de medios de subsistencia que provocaron desnutrición y enfermedad.

## Contexto
Se han utilizado otras definiciones académicas  en contraste con la definición legal de genocidio en la Convención de Genocidio. Por ejemplo, el académico del genocidio Dr. Israel Charny ha propuesto una definición de genocidio:

El genocidio en sentido genérico es el asesinato en masa de un número considerable de seres humanos, cuando no es en el curso de una acción militar contra las fuerzas militares de un enemigo declarado, en condiciones de esencial indefensión e impotencia de las víctimas.

Benjamin Madley señaló que la Convención sobre Genocidio designa el genocidio como un crimen cometido en tiempo de «paz» o de guerra. Ha argumentado que la violenta resistencia indígena a las campañas genocidas ha sido descrita como «guerra» o «batallas», en lugar de masacres genocidas. Algunas masacres pueden calificar de masacres genocidas:

...las masacres son el asesinato intencional de cinco o más combatientes desarmados o no combatientes en gran medida desarmados, incluidos mujeres, niños y prisioneros, ya sea en el contexto de una batalla o de otra manera. Las masacres, cuando forman parte de una estrategia recurrente dirigida a un grupo nacional, étnico, racial o religioso, suelen ser genocidas...

El término crímenes atroces se refiere a tres crímenes definidos en la legislación internacional. Según la Organización de las Naciones Unidas, estos son genocidio, crímenes de lesa humanidad y crímenes de guerra. Algunas organizaciones internacionales incluyen la práctica de la limpieza étnica como el cuarto crimen atroz.
De acuerdo a Bradley Campbell, el genocidio puede ser una forma de control social. Cambpell explica que el genocidio depende del estatus minoritario, la diferencia cultural, la falta de visibilidad, la marginación y la falta de poder de la población indígena, de la cual su territorio ancestral se encuentra ubicado dentro de las fronteras políticas de un estado con historia colonial.  Asafa Jalata concluye que "Los colonialistas ingleses y sus descendientes utilizaron tecnología capitalista y organización social y cometieron crímenes violentos contra la humanidad en América, Australia, África y Asia."
Los antropólogos Robert Heizer y Alan Almquist afirman: «Por cada hombre blanco asesinado, cien indios (de California) pagaron la pena con sus vidas». Benjamin Madley realizó un estudio de caso de la Guerra Modoc, comparando detalles del número de muertos en ambos bandos del conflicto, para respaldar este punto. Dijo que en todo el mundo, los grupos indígenas que son objeto de aniquilación resisten, a menudo violentamente.

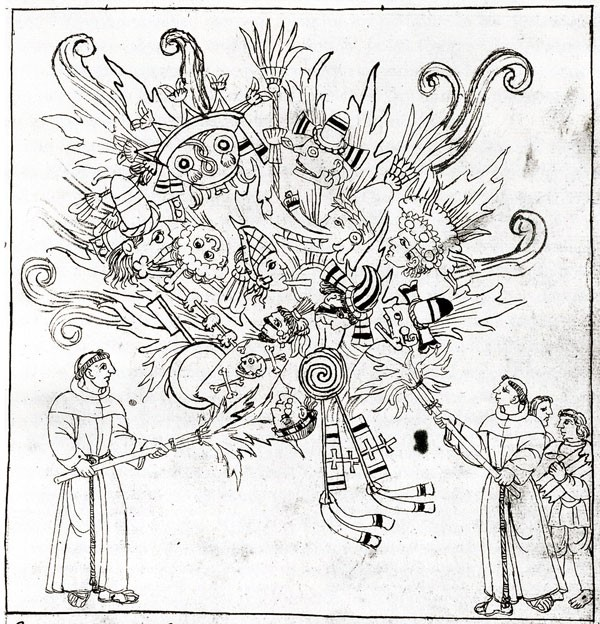
Destrucción de los códices mexicanos.

Según Gregory Stanton, fundador de Genocide Watch, quien escribió sobre las diez etapas del genocidio, la etapa final de un proceso de genocidio es el negacionismo. Los genocidas minimizan, niegan, mienten u ocultan información sobre los hechos. Culpan a las víctimas y se atribuyen las muertes a factores secundarios. Según el sociólogo Daniel Feierstein, el genocida implementa un proceso de transformación de la identidad de los sobrevivientes y borrar la memoria histórica del grupo víctima. Según el historiador Norman Naimark, el proceso de limpieza étnica y el genocidio puede efectuar la destrucción de los símbolos físicos incluyendo templos, libros, monumentos, cementerios, patrimonio arquitectónico y el cambio de nombres de lugares: «La limpieza étnica implica no solo el desplazamiento forzado de naciones enteras sino la erradicación de la memoria de su presencia».

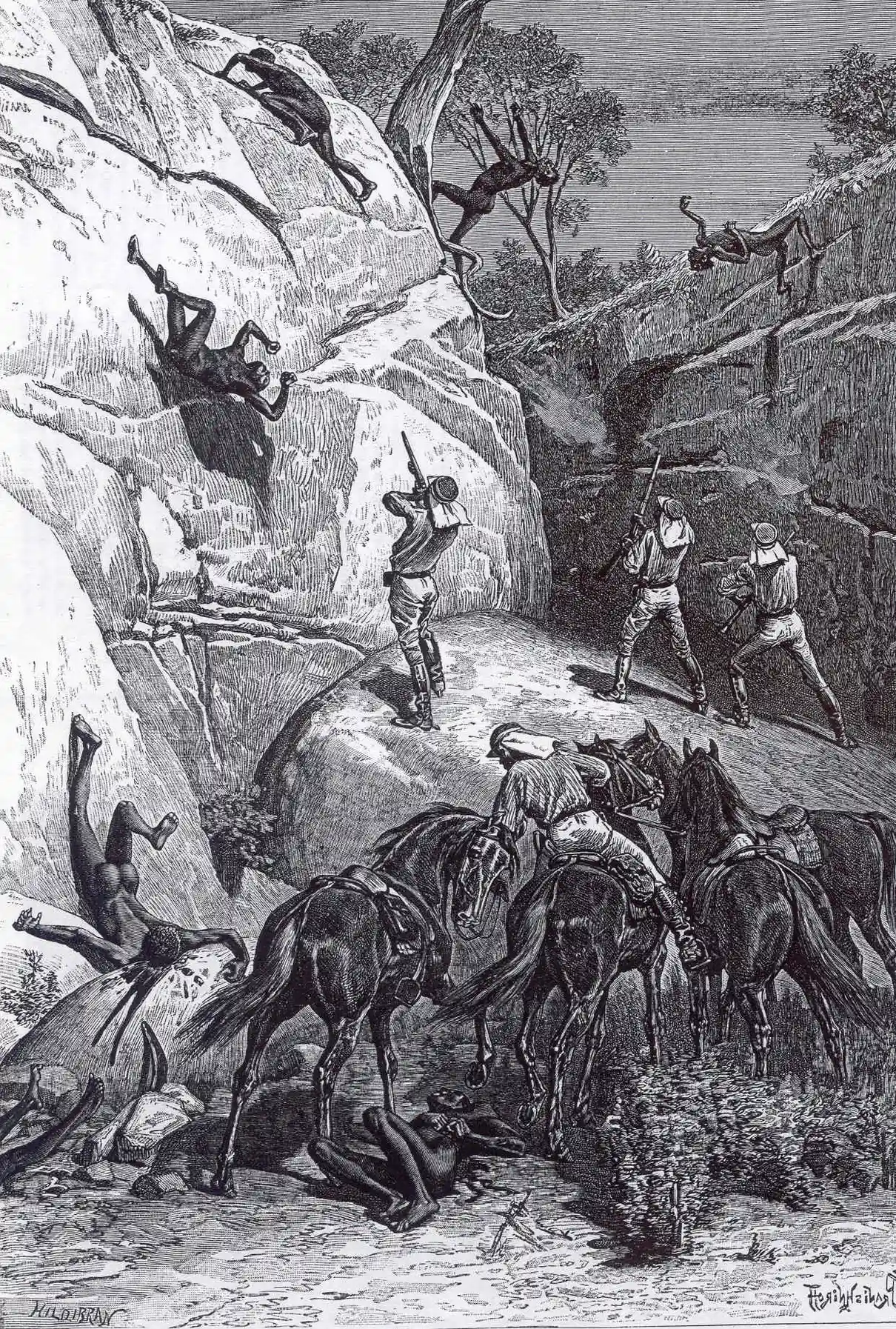
Dibujo del científico noruego Carl Lumholtz de 1888 sobre una masacre en Queensland, Australia.

Ward Churchill explica la negación del genocidio en términos de las políticas del reconocimiento del genocidio. Edward S. Herman y Noam Chomsky han argumentado que la atención que se presta a los problemas es producto de la producción de los medios de comunicación, como mencionan en su obra Los guardianes de la libertad: «Un sistema de propaganda retratará constantemente a las personas abusadas en estados enemigos como víctimas dignas, mientras que aquellos tratados con igual o mayor severidad por parte de su propio gobierno o clientes será indigno!». Por lo tanto, Chomsky considera que el término genocidio es utilizado por quienes ocupan posiciones de poder político y prominencia mediática contra sus rivales, pero evitan usar el término para describir sus propias acciones. De esta forma, los que perdieron una guerra, Alemania Nazi, han sido internacionalmente señalados por el Holocausto.

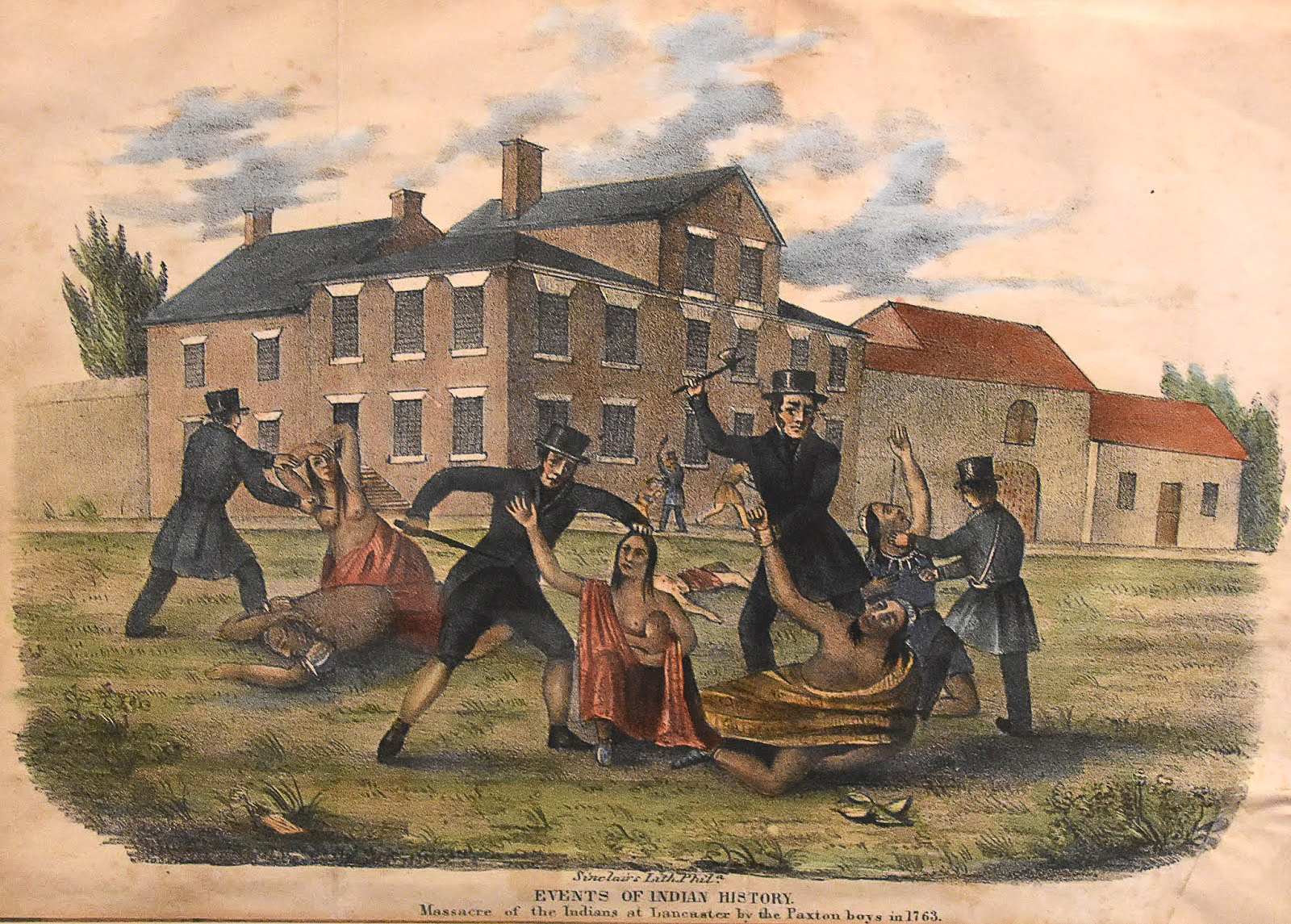
Pensilvania, Estados Unidos. 1763.

Los derechos humanos y el genocidio son temas de carácter internacional porque los perpetradores pueden ser los propios agentes estatales, mientras que algunos estados argumentan que los asuntos internos son una cuestión de soberanía y por lo tanto, no conciernen a terceros. Desafortunadamente, muchos estados no respetan los derechos o incluso las vidas de los indígenas que existen dentro de sus fronteras políticas. Estas fronteras en sí mismas no anteceden a los territorios de los pueblos indígenas y pueden ser el resultado de un proceso de colonización o explotación de forma violenta. Por ejemplo, Reino Unido y Francia trazaron cerca del 40% de la longitud total de las fronteras internacionales de la actualidad. En la última parte del siglo XX, el genocidio de los pueblos indígenas atrajo la atención de la comunidad internacional, incluyendo académicos, periodistas y organizaciones de derechos humanos.
Los pueblos indígenas (también conocidos como pueblos nativos, aborígenes, pueblos originarios o primeras naciones) son los primeros habitantes conocidos de un territorio que ha sido colonizado por un grupo o grupos dominantes. Noventa de los países del mundo contienen en conjunto más de cinco mil grupos indígenas, que hablan más de cuatro mil idiomas. Este hecho y la era de la colonización dieron lugar a muchos casos de atrocidades perpetradas en ambos lados a medida que los colonos se expandían. La auto identificación es un concepto central en la definición de pueblos indígenas. El artículo 33 (1) de la Declaración de las Naciones Unidas sobre los derechos de los pueblos indígenas (2007) también se refiere a la auto identificación de los pueblos indígenas: «Los pueblos indígenas tienen derecho a determinar su propia identidad o pertenencia de acuerdo con sus costumbres y tradiciones».En 2007, 144 países votaron a favor de la Declaración, 11 se abstuvieron y cuatro (Australia, Canadá, Nueva Zelanda y Estados Unidos) votaron en contra. Los cuatro países han cambiado sus posiciones y hoy respaldan oficialmente la declaración.
Algunas de las principales razones para negar el genocidio son promover el discurso de odio, evadir la responsabilidad moral y criminal, evitar represalias, evitar compensación, evitar restitución y proteger la reputación de los perpetradores.

### Motivos y estrategias de negación
El académico del genocidio Adam Jones propone un marco para la negación del genocidio que consta de los siguientes motivos y estrategias, de los cuales los primeros tres son usados frecuentemente en el caso de los indígenas:
- "Casi nadie murió." Cuando los genocidios yacen en el pasado lejano, la negación es más fácil a pesar de la evidencia arqueológica o documentada.
- "No fue intencional". Las condiciones del ataque que ocasionan epidemias, enfermedades y hambrunas (a pesar de que pueden ser fabricadas por el perpetrador) pueden ser atribuidas como causa de fatalidades. Se responsabiliza la muerte a causas naturales inevitables ajenas a los ataques. El trabajo forzado, el hacinamiento en campos de concentración y la esclavitud son ignorados.
- "No había tanta población". Minimizar las bajas de las víctimas, mientras los delincuentes destruyen y ocultan las pruebas. Los genocidios indígenas están especialmente sujetos a esta forma de negación.
- "No había una dirección central". Los perpetradores pueden usar milicias, paramilitares, mercenarios o escuadrones de la muerte para evitar ser vistos como participantes directos.
- "Fue en defensa propia." La matanza de civiles, especialmente varones adultos, se racionaliza en un ataque preventivo, ya que se les acusa de conspirar contra los perpetradores. El perpetrador puede exterminar a los testigos y los parientes de las víctimas.
- "No fue/no es ‘genocidio’, porque…" Pueden entrar en una argumentación definitoria o retórica.
- "Nunca haríamos eso". No se puede cuestionar la imagen propia: el perpetrador se ve a sí mismo como benévolo por definición. La evidencia "no importa".
- "Somos las verdaderas víctimas". Desvían la atención hacia sus propias bajas, sin contexto histórico.

El Dr. Israel Charny describe las tácticas de negación del genocidio que incluyen: cuestionar las estadísticas de las fatalidades, negar la intención genocida, deshumanización de las víctimas y alegar presentismo.

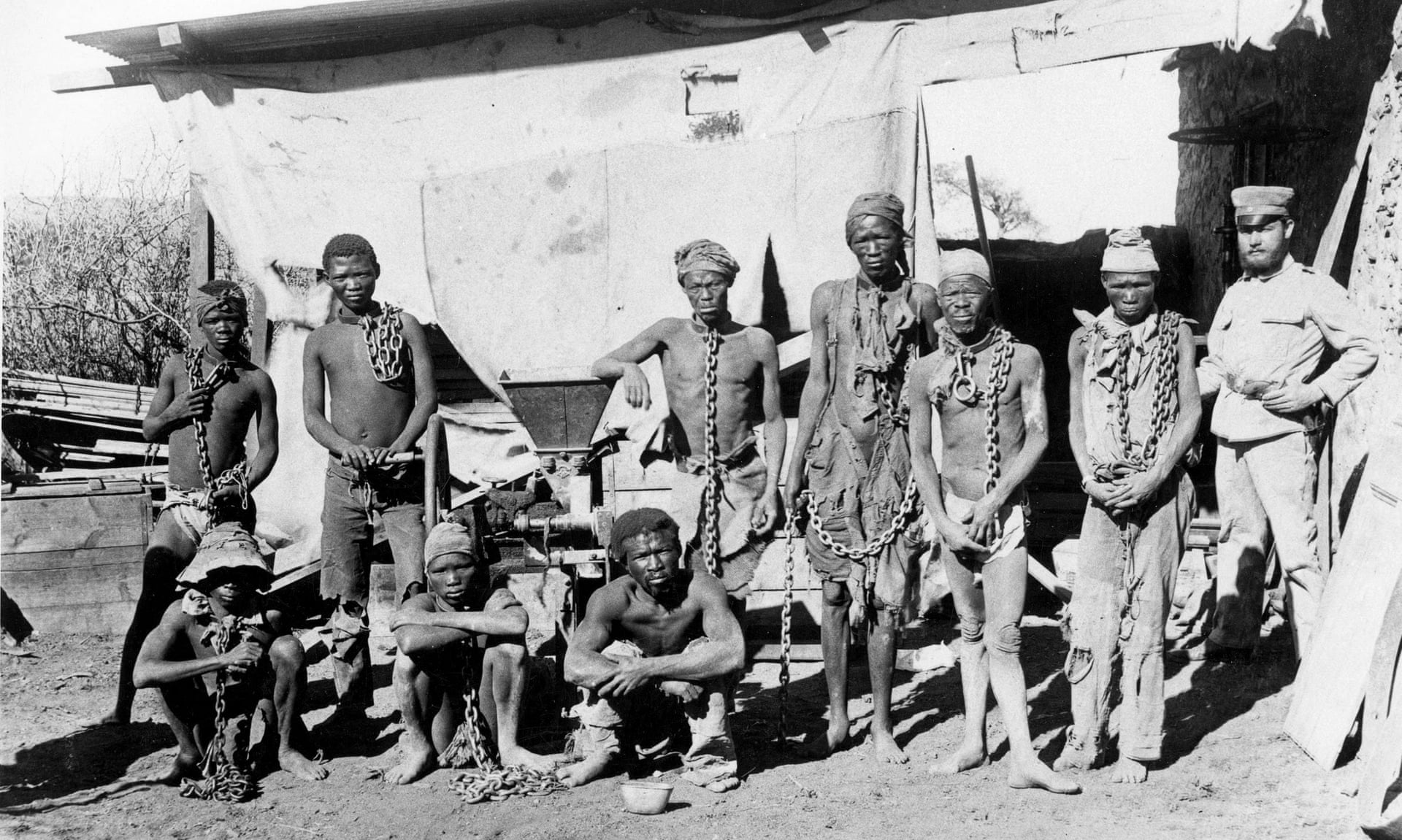
Prisioneros herero y nama en Namibia. 1904-1908.

Se minimizan los vectores de muerte suscitados por el trabajo forzoso, el desplazamiento, la esclavitud, el hacinamiento en viviendas y escuelas, el hambre y las epidemias. Según el historiador australiano Colin Tatz, el negacionismo toma varias formas: Primero, la negación de cualquier comportamiento genocida pasado. En segundo lugar, la opinión contraria de que los occidentales han sido las víctimas. Tercero, que en realidad ha habido más bien que mal en las relaciones raciales.
Rezarta Bilali afirma que la negación es la respuesta más común a las atrocidades cometidas por un grupo al que uno pertenece. Este sesgo intragrupal se produce porque cometer atrocidades puede tener consecuencias legales y morales negativas. La negación protege la imagen nacional y sirve para poner la narrativa histórica bajo una luz positiva, a veces mediante el silencio, la omisión o revisión histórica.

## Disculpas gubernamentales
En tiempos recientes, algunos gobiernos se han disculpado en nombre del estado por las políticas de gobiernos anteriores. Este ha sido el caso, por ejemplo, en Argentina, Australia, Bélgica, Reino Unido, Canadá, California, Chile, El Salvador, Alemania, Guatemala, México, Países Bajos, Nueva Zelanda,Noruega, y Estados Unidos. En sus disculpas, algunos funcionarios estatales no siempre están de acuerdo con la caracterización académica de las atrocidades.  Ningún país ha reconocido voluntariamente haber cometido genocidio.

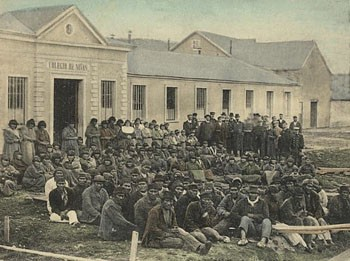
A fines del, los europeos comenzaron a establecerse en la isla Dawson, Chile. Esta es una foto de un campo de internamiento para los selknam y otros pueblos nativos. Hombres armados mataron a los indígenas a cambio de recompensas en el genocidio selknam.

## Culpando a las víctimas
Según Gregory Stanton, en la última etapa del genocidio, las víctimas del genocidio pueden ser responsabilizadas por lo que les sucedió. En la cuarta fase, se les puede deshumanizar con discursos de odio y calumnias.

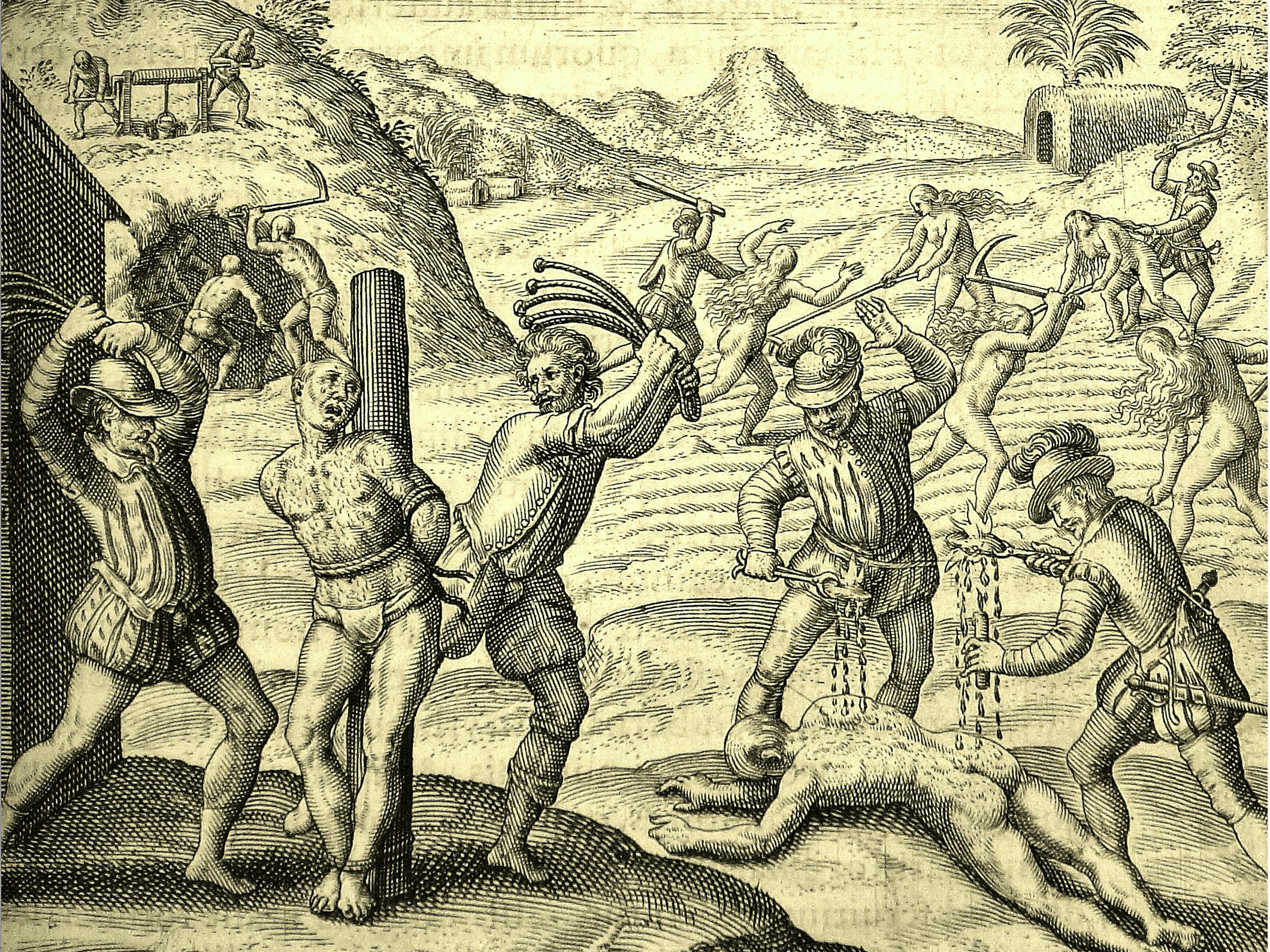
Abusos de los conquistadores contra los amerindios, ilustración de Theodor de Bry (edición de 1598 del libro de Bartolomé de las Casas)

Por ejemplo, historiadores de países coloniales han escrito que los pueblos indígenas tienen prácticas generalizadas como el canibalismo o el sacrificio humano. El historiador David Stannard escribe: «... los europeos conquistadores estaban deshumanizando deliberada y sistemáticamente a las personas que estaban exterminando». Los pueblos indígenas han sido deshumanizados en relatos de intelectuales europeos como Juan Ginés de Sepúlveda para justificar su esclavitud, opresión e incluso exterminio. Controvertidos relatos de estos pueblos circularon en Europa en traducciones de cartas de Cristóbal Colón. Sepúlveda usó referencias a la Biblia para representar a los nativos americanos como esclavos naturales.
El profesor australiano Henry Reynolds dice que muchos especialistas sobre el genocidio han incluido a la Guerra negra de Tasmania en sus listas de estudios de casos legítimos. Afirma que los judíos fueron atacados «porque no eran humanos, al igual que los aborígenes de Tasmania fueron cazados hasta la muerte por la misma razón».

## Ejemplos de negacionismo

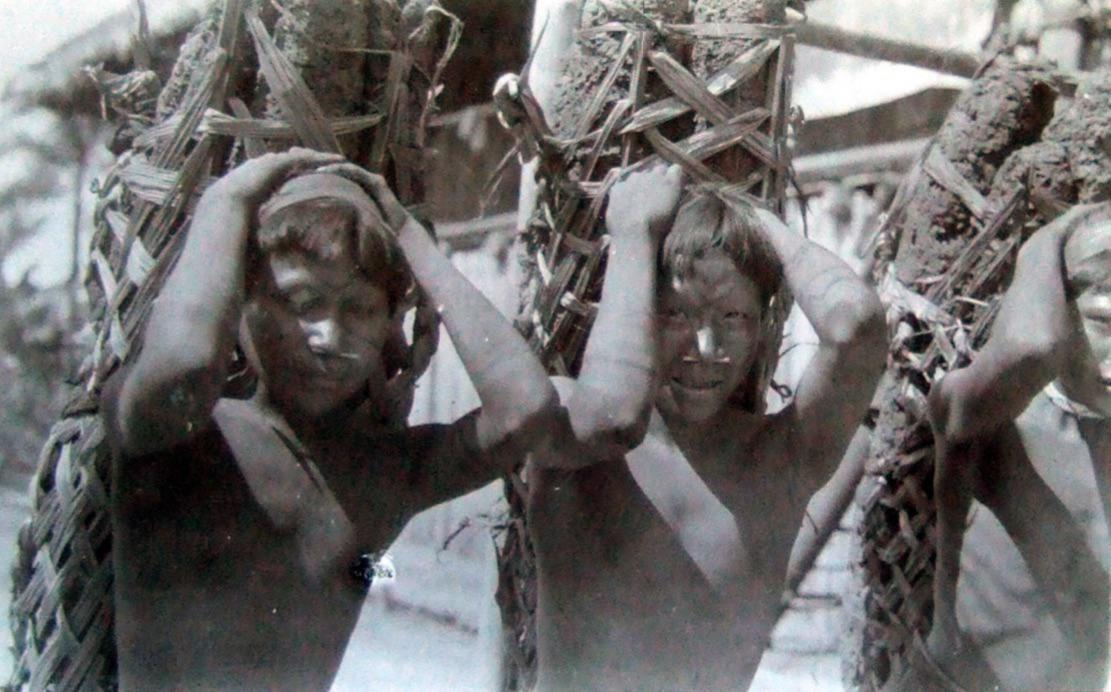
indígenas esclavizados con una carga de caucho.

Según el profesor Robert K. Hitchcock, los pueblos indígenas han experimentado atentados sobre sus derechos humanos, masacres y genocidios en muchos países en los que residen: «la destrucción de los pueblos indígenas y sus culturas ha sido una política de muchos de los gobiernos del mundo, aunque la mayoría de los voceros gubernamentales argumentan que la desaparición o interrupción de las sociedades indígenas no fue intencional, sino que ocurrió inadvertidamente».
El académico Leo Kuper ha descrito la negación como una defensa clásica: «Una de las consecuencias de la adopción de la Convención sobre Genocidio es que la negación se ha convertido en una defensa de rutina. Esto está íntimamente relacionado con su reconocimiento actual como un crimen internacional con sanciones potencialmente significativas en forma de castigo, requerimientos de reparación y restitución de derechos territoriales...».
Según el profesor James V. Fenelon el registro histórico es claro: «Los pueblos y gobiernos euroamericanos han cometido genocidio en todo el mundo contra los pueblos indígenas...». Pero muchos académicos han negado el genocidio de los pueblos indígenas en el contexto de la invasión de lo que sería conocido como América. Mientras tanto, los pueblos indígenas «han interpretado durante mucho tiempo la invasión de América como un genocidio». Según la profesora Laurelyn Whitt, la gran mayoría de los académicos norteamericanos niega que haya ocurrido el genocidio en el continente norteamericano durante el curso de su colonización por parte de los europeos. Mientras tanto, académicos fuera de Norteamérica lo han mencionado en repetidas ocasiones.
Colin Leach estudió casos de masacre y genocidio en un contexto de colonialismo europeo y encontró que los miembros de grupos perpetradores negaban la responsabilidad de su grupo, mostraban bajos niveles de culpa y tenían poco apoyo a las políticas de reparación.

### Américas

Quema de indígenas. 1664. Ilustrado por Bartolomé de las Casas.

El historiador Ned Blackhawk dijo que las historiografías nacionalistas han sido formas de negación que borran la historia de destrucción de la expansión colonial europea. Ha surgido un consenso de que el genocidio contra algunos pueblos indígenas tuvo lugar en América del Norte después de la colonización.
Según Adam Jones, existe una posición negacionista sobre el genocidio de los pueblos indígenas en los sectores informados de todo el continente americano. Por ejemplo, el profesor Alexander Bielakowski de la Universidad de Findlay dijo que «si el plan era aniquilar a todos los nativos americanos… Estados Unidos hizo un mal trabajo». El historiador británico Michael Burleigh cuestiona la desaparición de los pueblos indígenas, ya que algunos son dueños de casinos multimillonarios.Jones ha dicho que el revisionismo histórico ha sido tan extenso que en algunos casos las Américas han sido representadas como despobladas en el momento del inicio de la colonización europea, cuando en realidad la mayoría de la población indígena murió durante el proceso de colonización.

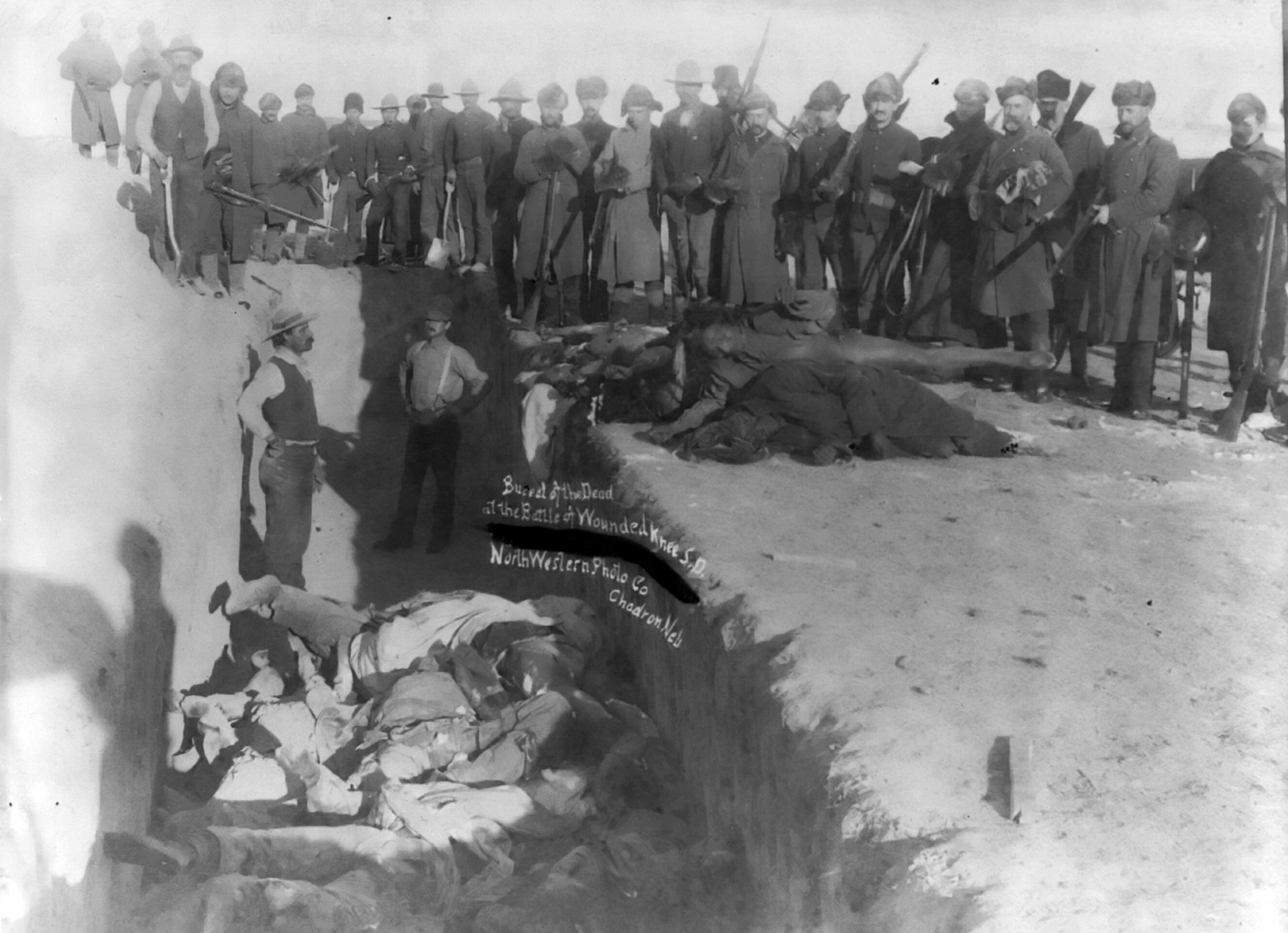
Masacre de Wounded Knee. 1890. Dakota del Sur, Estados Unidos.

El historiador Andrés Reséndez ha escrito un libro llamado La otra esclavitud: la historia descubierta de la esclavitud indígena en América en el que argumenta que la esclavitud de los indígenas en las Américas ha sido «borrada casi por completo de nuestra memoria histórica». Compara los miles de libros sobre la esclavitud africana con un par de docenas de libros especializados en la esclavitud indígena. Una de las razones que da para explicar este borrado es que la esclavitud africana era legal, por lo que hay muchos registros y documentos que brindan evidencia y datos al respecto, mientras que la esclavitud indígena era en gran parte ilegal, por lo que no está en registros oficiales como facturas de venta, testamentos y manifiestos de navegación como en el caso de la esclavitud africana. La esclavitud de los pueblos indígenas tomó varias formas a lo largo del tiempo y espacio geográfico, por ejemplo, en forma de peonaje y en la esclavización de indígenas capturados en las llamadas guerras justas. Además, la esclavitud africana no se relacionó con pérdida territorial para los africanos como lo fue casi en su totalidad para los indígenas americanos.

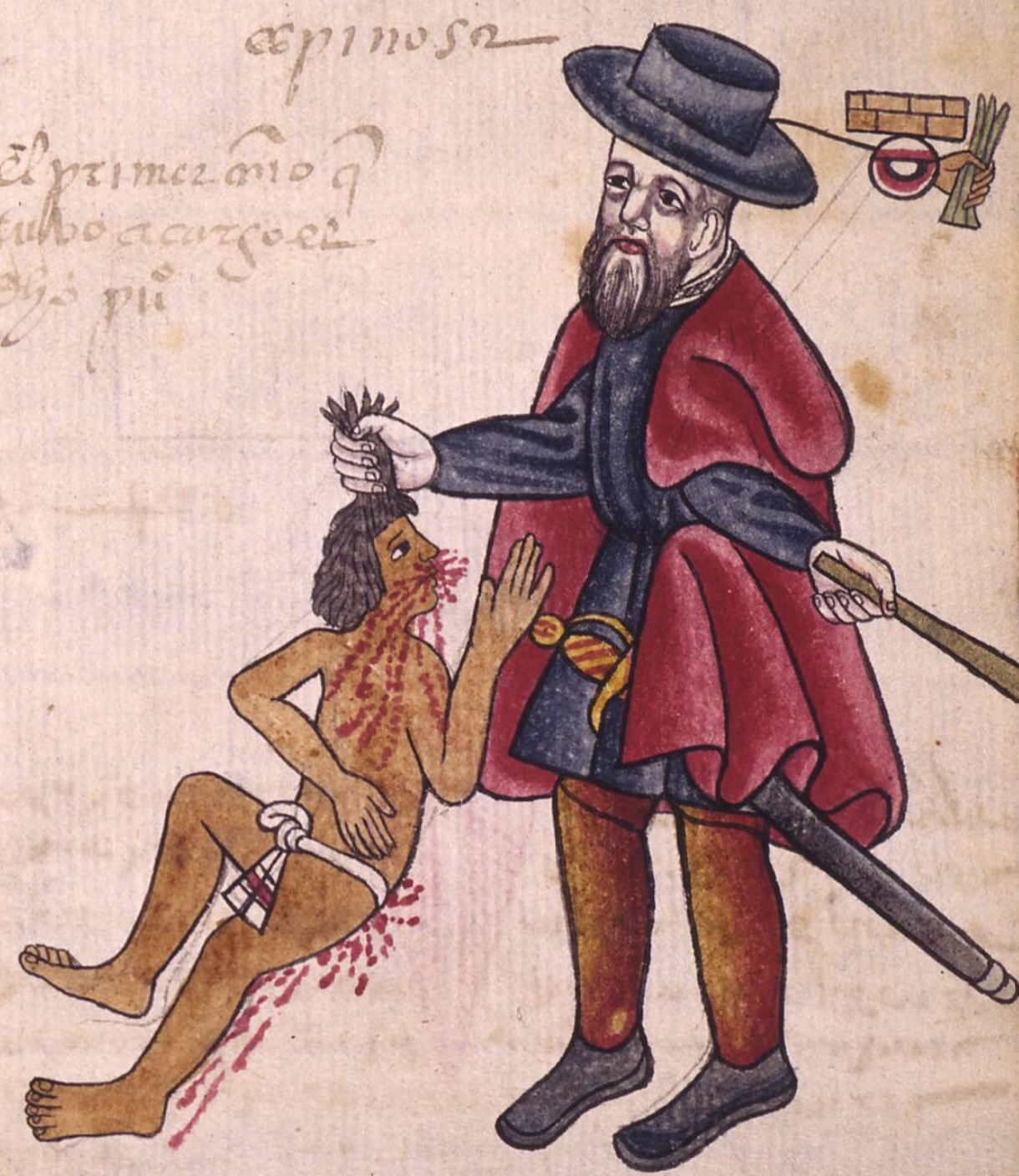
Encomendero e indígena de acuerdo al Códice Tepetlaoztoc. El encomendero era la cabeza de parte de una institución virreinal llamada encomienda donde se cometieron atrocidades.

David Stannard escribió en el 500 aniversario (1492) del comienzo de la colonización de las Américas sobre la negación de las atrocidades: "Las expresiones de horror y condena por la limpieza étnica en Bosnia y Herzegovina aparecen rutinariamente en la misma página del periódico o programa de noticias de televisión como informes de las últimas festividades en torno al quinto centenario del descubrimiento de América. Los Bosnios y los Croatas son víctimas dignas. Los pueblos indígenas de las Américas nunca lo han sido. Pero últimamente, las negaciones estadounidenses y europeas de culpabilidad por el genocidio más completo en la historia del mundo han asumido una nueva forma". Stannard también interpretó un ensayo del autor Christopher Hitchens, diciendo que Hitchens estaba apoyando el darwinismo social:

Para Hitchens, cualquiera que se negara a unirse a él para celebrar con "gran entusiasmo y gusto" la aniquilación de los pueblos nativos de las Américas era (en sus palabras) odioso, ridículo, ignorante y siniestro. Las personas que consideran críticamente el genocidio que se llevó a cabo en el pasado de Estados Unidos, continuó Hitchens, son simplemente reaccionarios, ya que tales atrocidades groseramente inhumanas "sucede que son la forma en que se hace la historia". Y así, "quejarse de ellos es tan vacío como quejarse de un cambio climático, geológico o tectónico". Además, agregó, vale la pena glorificar tal violencia, ya que la mayoría de las veces ha sido para el mejoramiento a largo plazo de la humanidad, como en los Estados Unidos hoy en día, donde el exterminio de los nativos americanos ha provocado "una época casi ilimitada de oportunidades e innovación".

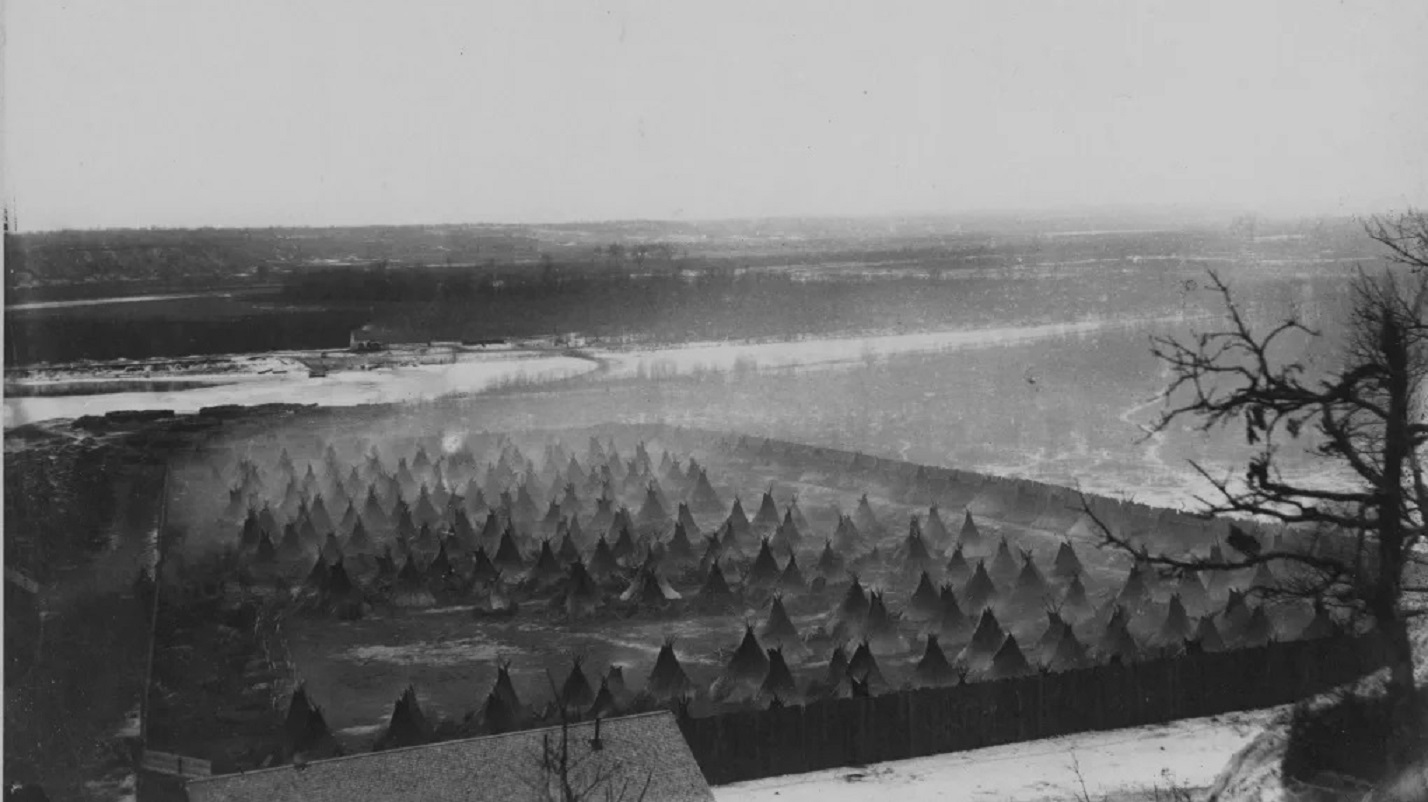
Campo de concentración indígena en el río Minnesota debajo de Fort Snelling, Minnesota. 1862.

Stannard ofrece el escenario hipotético de los alemanes de la década de 1940 haciendo declaraciones similares si hubieran hablado de esa manera sobre los judíos después de la Segunda Guerra Mundial (como Hitchens y otros hablan sobre los nativos americanos) para comparar la preponderancia del Holocausto frente al genocidio de los nativos americanos. Stannard en su ensayo concluye que el Holocausto ha ganado una posición prominente a la vista del público, atrayendo la atención de la comunidad internacional, pero aunque reconoce la escala y la tragedia de la atrocidad, advierte a Occidente que reniega de las atrocidades en el hemisferio occidental:

... y por lo tanto, todas las personas de conciencia deben estar en guardia contra los negadores del Holocausto que, en muchos casos, nada les gustaría más que ver comenzar de nuevo la violencia masiva contra los judíos. De la misma manera, sin embargo, al considerar la terrible historia y las continuas campañas de genocidio contra los habitantes indígenas del Hemisferio Occidental...

La académica Susan Cameron escribe sobre Estados Unidos y la negación: "Hoy, los libros de texto en todo el país continúan ignorando o minimizando el trato brutal de los pueblos nativos, los asesinatos y persecuciones en masa, el desplazamiento y las luchas continuas en las comunidades tribales". Kirsten Dyck argumenta que hay libros de texto en Estados Unidos cuya presentación de la historia niega el genocidio.

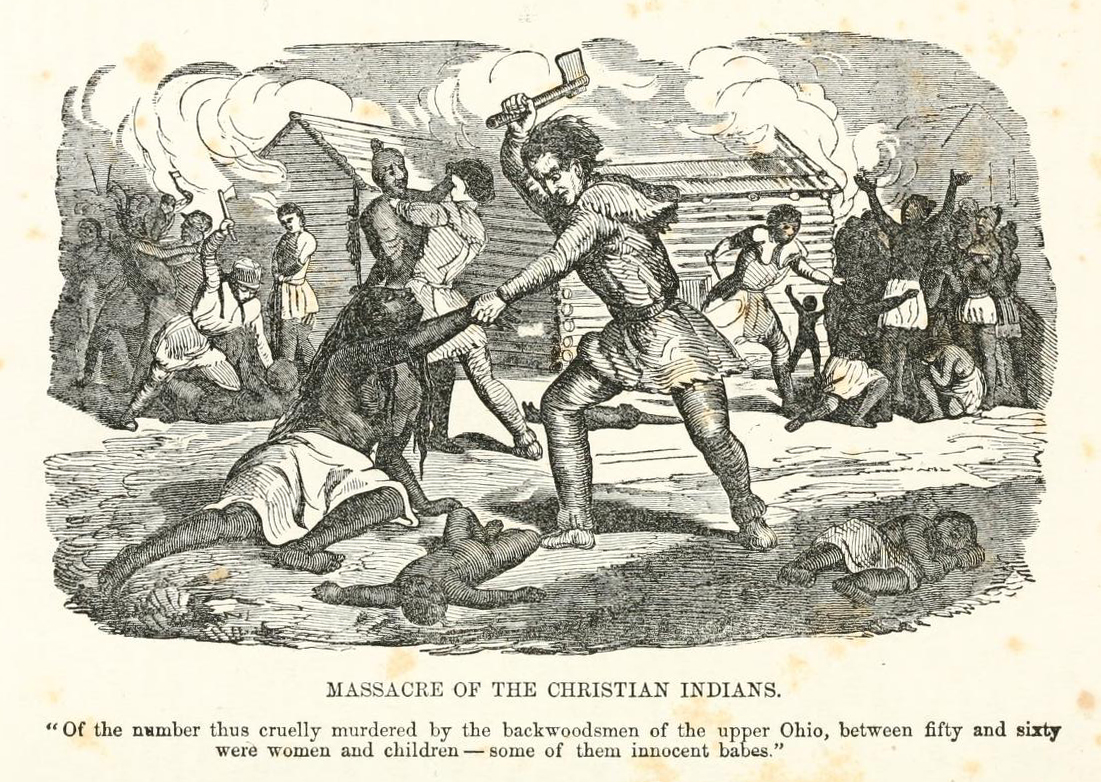
En 1782, milicianos mataron a noventa y seis indígenas cristianos (principalmente lenape y mohicano). La mayoría de las víctimas desarmadas eran mujeres y niños. Los milicianos estaban bajo el mando de David Williamson, en la aldea misionera morava de Gnadenhutten, Ohio Country.

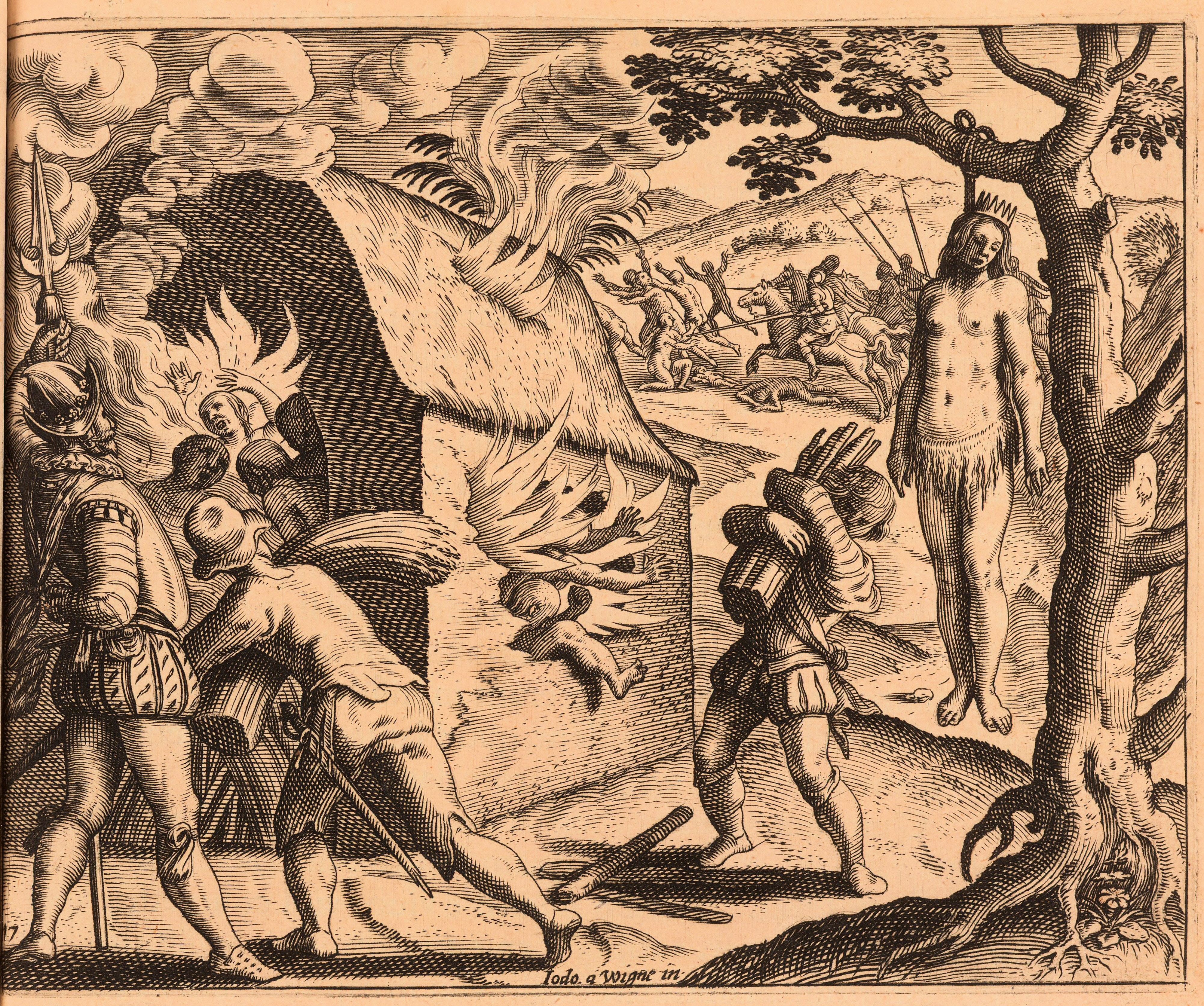
Ejecución de la reina Anacaona

Según una encuesta de 2016-2018, solo el 36% de los estadounidenses cree que Estados Unidos cometío genocidio contra los indígenas americanos. La autora Indígena Michelle A. Stanley escribe que "el genocidio Indígena se niega en gran medida, se borra, se relega a un pasado distante o se presenta como inevitable" en el caso de múltiples naciones tribales distintas.
La académica seneca Melissa Slocum dijo que Estados Unidos ha negado el genocidio de los indígenas norteamericanos. Thomas Keefe afirmó que existe una negación del genocidio de los nativos americanos en Estados Unidos.
La inevitabilidad del genocidio desplaza la agencia de las personas a fuerzas exógenas como "la providencia, el destino y la naturaleza". Esta postura busca absolver a los perpetradores de la responsabilidad de la destrucción de las naciones indígenas. Robert K. Hitchcock dice que durante el genocidio de California, "los legisladores, los administradores, los agentes indígenas y la gente del pueblo del estado de California negaron que estuviera ocurriendo el genocidio".
Según el historiador Howard Zinn, en los libros de texto de historia estadounidenses, la historia de abusos contra los pueblos indígenas en Estados Unidos se ignora en su mayoría, es decir, se omite, o en el mejor de los casos se presenta desde el punto de vista de la élite dominante y el estado. El profesor Elazar Barkan afirmó que al genocidio Indígena no se le había dado un lugar en la narrativa dominante de la historia contemporánea. Destaca particularmente en la historia de los Estados Unidos: "Solo el amplio reconocimiento de la destrucción Indígena como genocidio reconocerá tal opinión como negación".
Según Genocide Watch, "Estados Unidos ha cometido genocidio sistemático contra los nativos americanos mediante masacres, esterilizaciones forzadas y la separación de los niños indígenas americanos de sus culturas. Dado que Estados Unidos no ha reconocido este genocidio, Genocide Watch afirma que Estados Unidos se encuentra en la Etapa 10: Negación".
Según el diario New York Times, Lynne V. Cheney, ex presidenta del Fondo Nacional para las Humanidades, y un grupo de académicos tuvieron una disputa sobre el rechazo de Cheney a un proyecto de televisión que celebra el 500 aniversario del descubrimiento del Nuevo Mundo por Cristóbal Colón. Cheney dijo que el uso de la propuesta de la palabra "genocidio" en relación con Cristóbal Colón era un problema: "Podríamos estar interesados en financiar una película que debata ese tema", dijo, "pero no vamos a financiar una película que lo afirme. Colón fue culpable de muchos pecados, pero no era Hitler."

El ex senador estadounidense Rick Santorum cayó en controversia al afirmar que los Estados Unidos "nacieron de la nada".

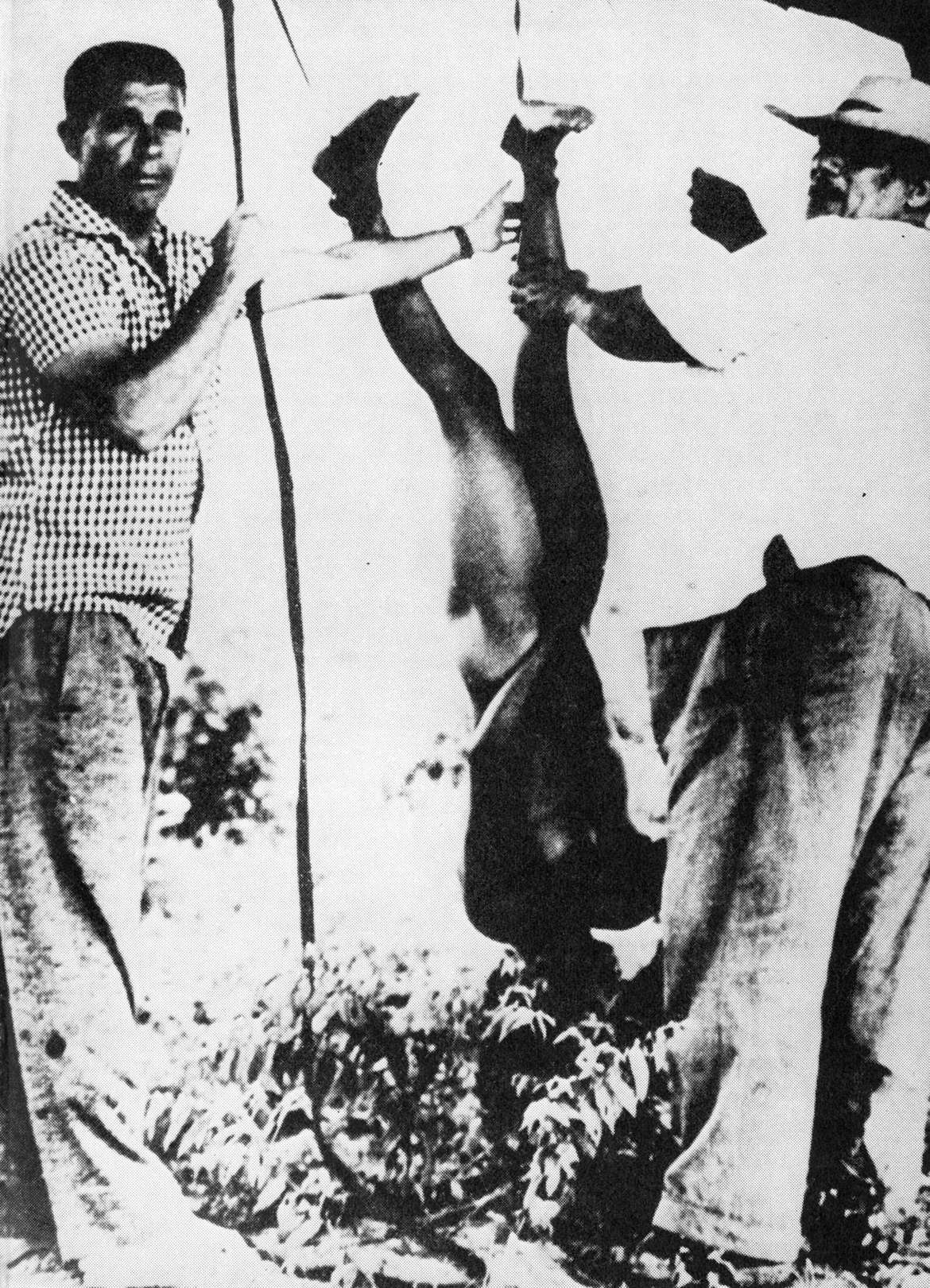
Las atrocidades cometidas contra la tribu cintas largas en Brasil quedaron expuestas en el informe Figueiredo de 1967.

En Paraguay y Brasil, según el académico del genocidio Leo Kuper ha habido denuncias de negación de culpabilidad por genocidio:

En los debates extrajudiciales contemporáneos sobre las denuncias de genocidio, la cuestión de la intención se ha convertido en un tema controvertido, proporcionando una base fácil para la negación de la culpabilidad.

Según Alonso Gurmendi, el informe de la investigación del Comité Internactional de la Cruz Roja (CICR) concluyó que los pueblos indígenas experimentan aculturación, al tiempo que se oculta el genocidio: "...el CICR ayudó a Brasil a ocultar su propio genocidio neocolonial de los pueblos indígenas como si no fuera genocidio, a pesar de las conclusiones del Informe Figueiredo."
En Guatemala se ha debatido sobre las acusaciones de genocidio por parte de la Comisión para el Esclarecimiento Histórico, y otros en cambio han llamar al conflicto parte de la "guerra civil", o en el caso de los indígenas Aches en Paraguay ha sido considerado un caso de persecución política, no de genocidio según David Stannard.
Genocide Watch afirmó que Guatemala se encuentra en la etapa de negación del genocidio debido a "la falta de rendición de cuentas de quienes perpetraron el genocidio, la revocación de condenas y la falta de voluntad para permitir juicios...".
En Argentina, la Conquista del Desierto ha sido interpretada como en términos de guerra, manteniendo silencio sobre el genocidio indígena. Asimismo, en la Masacre de Napalpí, fue considerada que se llevó a cabo bajo un marco de genocidio. Según Walter Delrio "... el Estado aún niega la existencia de genocidio y la existencia de crímenes de lesa humanidad con respecto a los pueblos indígenas".

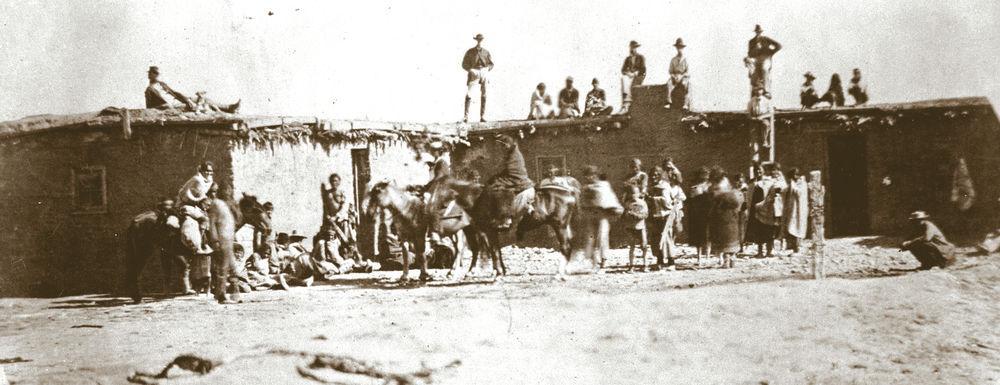
Prisioneros navajos en Fort Sumner. La larga marcha de los navajos "fue ignorada en gran medida por una nación envuelta en la guerra civil". La marcha fue la deportación y limpieza étnica del pueblo navajo por parte del Gobierno federal de los Estados Unidos y el Ejército de los Estados Unidos.

Según Nadia Rubaii, las atrocidades masivas en Latinoamérica han sido menos visibles a nivel internacional por tres razones. Los grupos víctimas frecuentemente han sido atacados por sus diferencias ideológicas o políticas, por lo que la comunidad internacional señala esas atrocidades como asuntos políticos domésticos. Segundo, perpetradores que dañan ecosistemas y modos de subsistir argumentan que están buscando el desarrollo económico para beneficio común y niegan la intención de infligir algún daño. Finalmente, si acaso hay atención académica al tema se documenta en idioma español, y no está disponible en inglés.

#### California
A pesar de la evidencia bien documentada de las atrocidades generalizadas del genocidio de California, los libros de texto aprobados por el Departamento de Educación de California ignoran la historia de este genocidio. El autor Clifford Trafzer dice que en las escuelas públicas de California los libros de texto no enseñan sobre el genocidio de California.

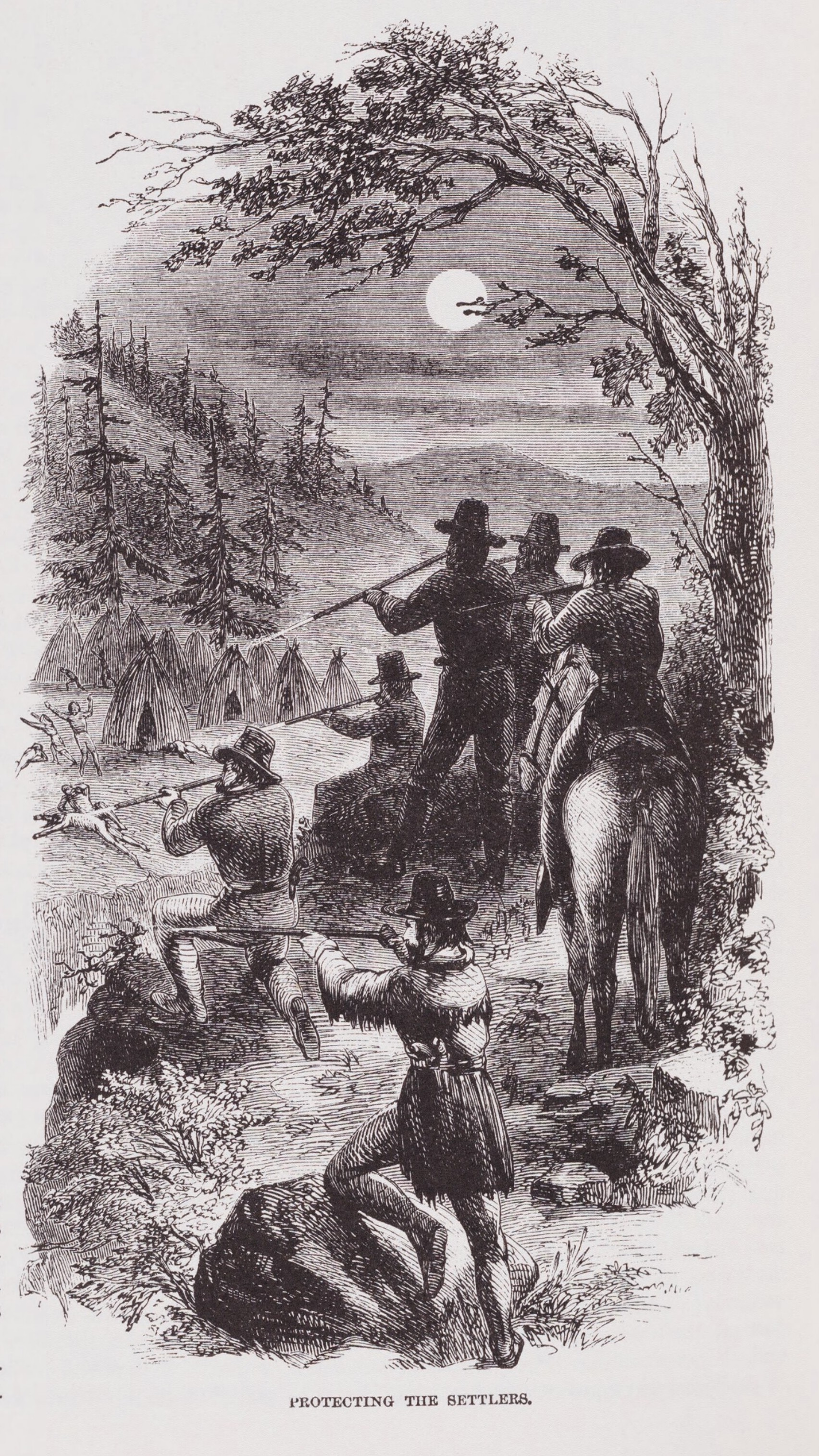
Matanza de indígenas yuki en Round Valley, California.

El periodista George Monbiot dijo que la canonización por parte de la Iglesia Católica en 2015 del misionero Junípero Serra que "... fundó el sistema de campos de trabajo que aceleró el genocidio cultural de California" es un ejemplo de negacionismo.
Benjamin Madley ha descrito las atrocidades contra los pueblos indígenas en California como una serie de genocidios, al igual que autor Mohamed Adhikari, y el historiador Brendan Lindsay. Benjamin Madley afirma que se niegan las atrocidades y que se debe dar a conocer el hecho histórico:

La justicia exige que incluso mucho después de que los perpetradores hayan desaparecido, documentemos los crímenes que ellos y sus defensores han ocultado, negado o suprimido con demasiada frecuencia.

Madley también destaca que el genocidio entonces puede ocurrir en ausencia de la guerra.  Ha argumentado que la resistencia violenta al genocidio se ha descrito como una "guerra" o "batalla", en lugar de masacres genocidas o una guerra de resistencia. Por ejemplo, por cada hombre blanco asesinado, cien indios [de California] pagaron la pena con sus vidas. Propuso un estudio de caso de la Guerra Modoc, comparando detalles de ambos lados en el conflicto, para apoyar este punto (Madley en Woolford 2014, pp120): 

Al igual que los armenios, los judíos, los camboyanos y los tutsis, los modocs resistieron violentamente el genocidio. Las variaciones de la prueba de Modoc ocurrieron en otros lugares durante la conquista y colonización de África, Asia, Australia y América del Norte y del Sur. Las civilizaciones indígenas resistieron repetidamente a los invasores que buscaban aniquilarlos físicamente en su totalidad o en parte. Muchas de estas catástrofes se conocen como guerras. Sin embargo, al examinar cuidadosamente las intenciones y acciones de los colonizadores y sus defensores, es posible reinterpretar algunos de estos cataclismos como campañas genocidas y guerras de resistencia. El caso Modoc es uno de ellos.

Jeffrey Ostler señala que en California se ha negado el genocidio indígena, pero Ostler sitúa el proceso que se vio durante la fiebre del oro de California como un genocidio dado su carácter estructural.  La doctora Katleen Reed dijo que algunos profesores de historia en California niegan el genocidio de indígenas de California.

#### Canadá
En Canadá, la juez Beverly McLachlin, de la Corte Suprema de Justicia, dijo que el trato histórico de Canadá a los pueblos indígenas fue un genocidio de tipo cultural. El profesor David Bruce MacDonald argumentó que el gobierno canadiense debería reconocer varias atrocidades cometidas contra los pueblos indígenas en Canadá. El primer ministro Justin Trudeau se disculpó en el contexto de los descubrimientos de las tumbas de las escuelas residenciales indígenas de Canadá. Tricia E. Logan escribe que Canadá ha estado en negación:

Canadá, un país con historias contadas a menudo de orígenes indígenas y legados coloniales, todavía mantiene un bloqueo de memoria en términos de las atrocidades que cometió para construir el estado canadiense. No hay nada más reconfortante en la historia colonial de la construcción de una nación que borrar o negar los verdaderos costos de las conquistas coloniales. La narrativa reconfortante se convierte en la narrativa dominante y consumida públicamente.

En 2022, Gregory Stanton, ex presidente de la Asociación Internacional de Académicos sobre el Genocidio, emitió un informe sobre Canadá diciendo habría estado en etapa de negacionismo del genocidio. Según la organización que fundó Stanton, Genocide Watch, Canadá ha negado el genocidio "debido a la larga historia de colonización de Canadá contra las poblaciones indígenas y la falta de reparaciones hacia estas comunidades...".
En 2022, el gobierno canadiense anunció que pagaría 31.500 millones de dólares para reformar el sistema de bienestar, y compensar a las familias indígenas por sus deficiencias,pero en 2024 la oferta fue rechazada. Cindy Blackstock dijo que las transferencias de niños fueron el resultado de la discriminación en la política gubernamental y la provisión inequitativa de servicios gubernamentales. Un informe de la comisión de la verdad encontró que los gobiernos y las iglesias canadienses aplicaron políticas de genocidio cultural a lo largo del siglo XX. El gobierno ha reconocido la sobrerrepresentación de niños indígenas en el sistema de cuidado de niños.
La Dra. Rita Dhamoon planteó una serie de críticas al Museo Canadiense de Derechos Humanos, incluida la centralidad del Holocausto en el museo, enmarcando las escuelas residenciales como asimilacionista y no como genocidio, y negando la naturaleza genocida del colonialismo:

Sostengo que la decisión curatorial del museo de no usar la etiqueta de genocidio
en el título de la galería principal sobre las perspectivas indígenas había una forma específica de negación interpretativa.

El museo abrió en 2014 y recibió críticas después de que el museo no usara el término genocidio para describir la historia del colonialismo en Canadá. En 2019, el museo revirtió su política y reconoce oficialmente el genocidio de los pueblos indígenas en Canadá en sus exhibiciones.
La senadora Lynn Beyak generó polémica y acusaciones de negación del genocidio en el sistema de escuelas residenciales indígenas canadienses y desaprobó el informe final de la Comisión de la Verdad y la Reconciliación de Canadá, diciendo que había omitido los aspectos positivos de las escuelas. El ex-líder del Partido Conservador canadiense, Erin O´Toole, dijo que el sistema de escuelas residenciales educaba a los niños indígenas, pero luego cambió de opinión: "El sistema tenía la intención de alejar a los niños de la influencia de sus hogares, familias, tradiciones y culturas". El ex editor Conrad Black y otros también han sido acusados de negacionismo.
En 2023, la organización de exploradores de Canadá, Scouts Canada, se ha disculpado por su papel en la erradicación de grupos indígenas durante más de un siglo.

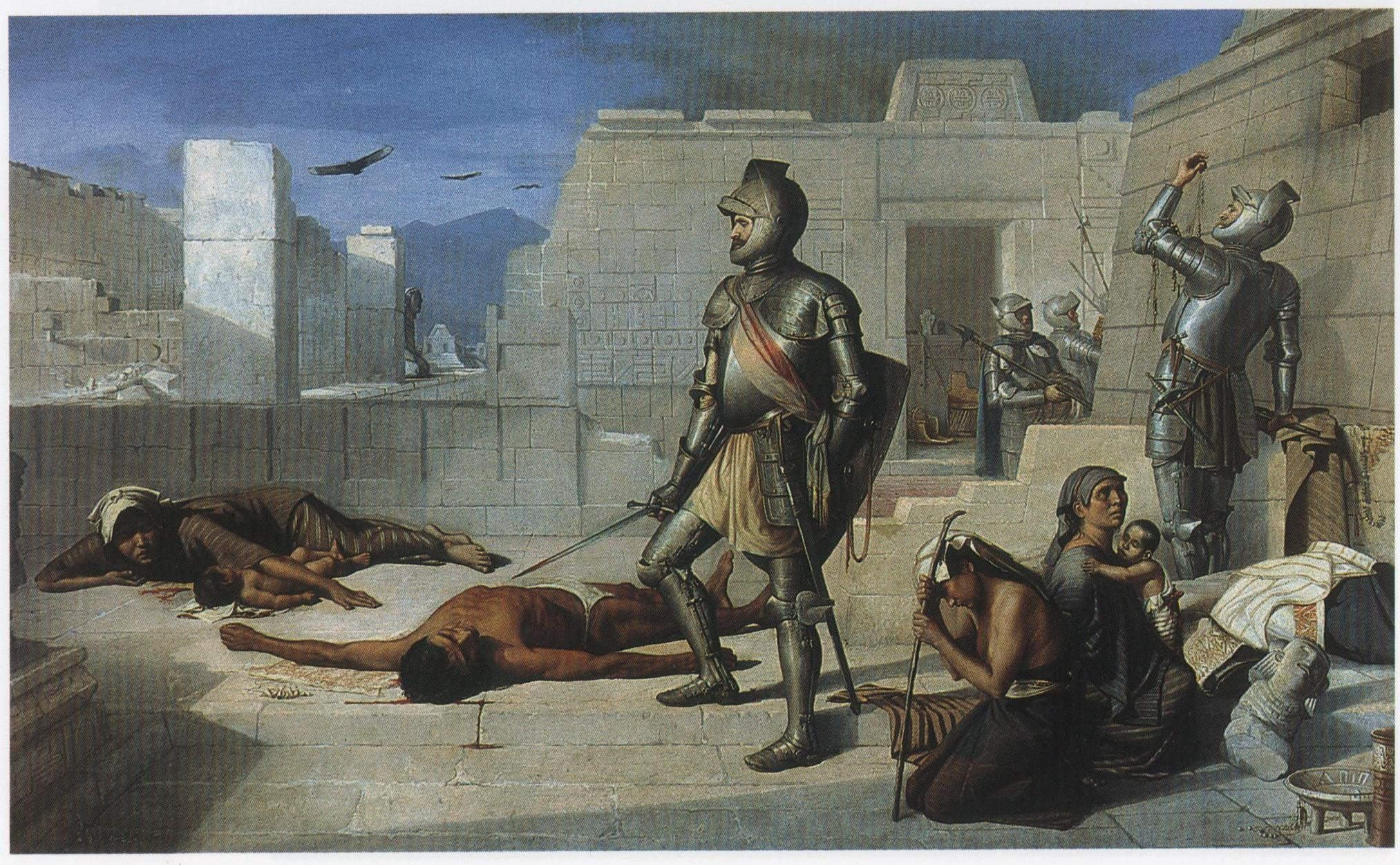
Matanza de Cholula

#### México

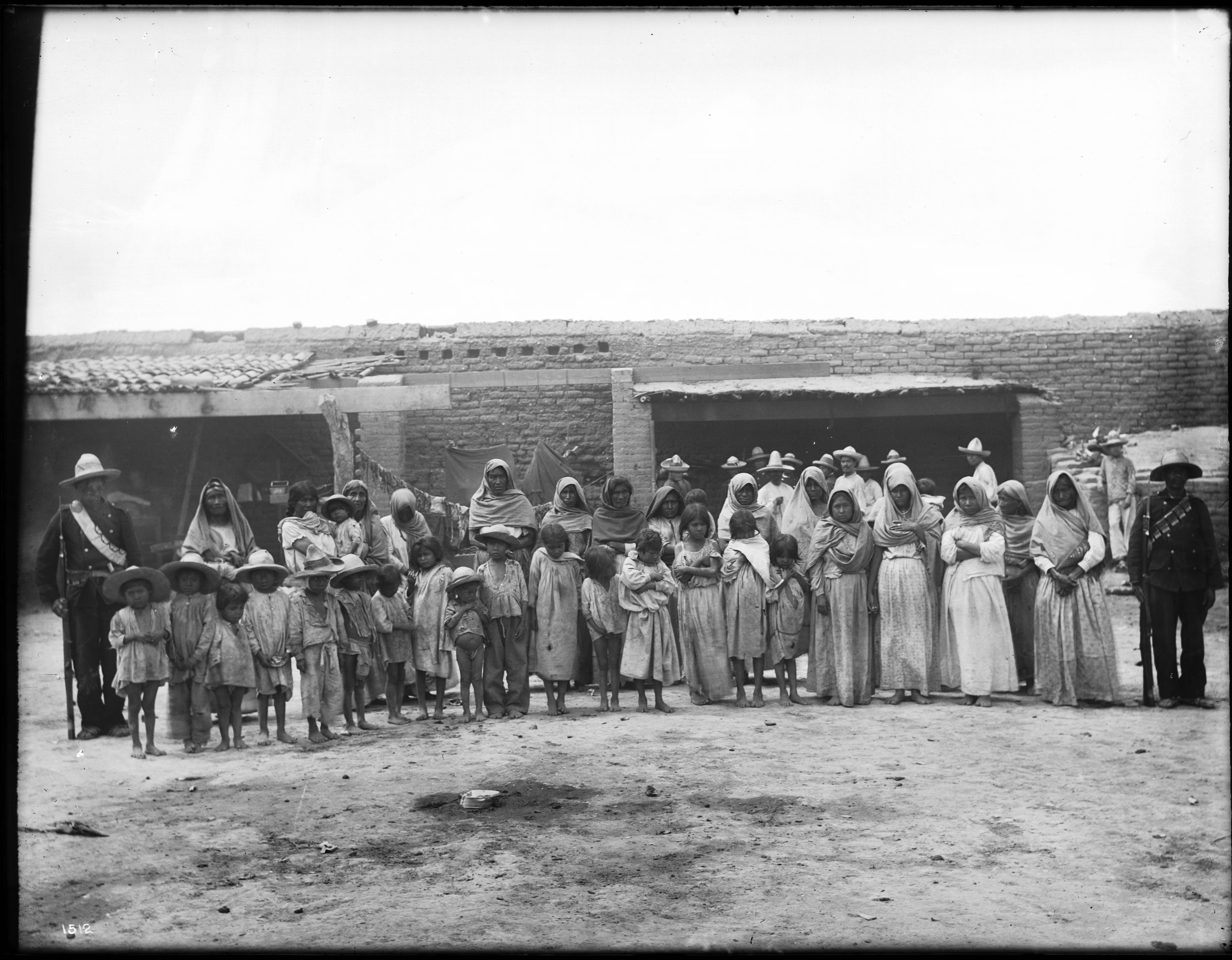
Un grupo de más de 30 mujeres y niños prisioneros indígenas yaquis bajo custodia, Guaymas, México, c.1910.

El ganador del premio Nobel de Literatura de 1990 y diplomático mexicano, Octavio Paz, afirma que la literatura sobre el colonialismo español y portugués es sesgada y "está llena de detalles sombríos y juicios duros". Dijo que también hubo inmensos beneficios:

No todo fue horror: sobre las ruinas del mundo precolombino los españoles y los portugueses levantaron una construcción histórica grandiosa que, en sus grandes trazos, todavía está en pie. Unieron a muchos pueblos que hablaban lenguas diferentes, adoraban dioses distintos, guerreaban entre ellos o se desconocían. Los unieron a través de leyes e instituciones jurídicas y políticas pero, sobre todo, por la lengua, la cultura y la religión. Sí las pérdidas fueron enormes, las ganancias han sido inmensas.

Para juzgar con equidad la obra de los españoles en México hay que subrayar que sin ellos –quiero decir: sin la religión católica y la cultura que implantaron en nuestro país- no seríamos lo que somos. Seríamos, probablemente, un conjunto de pueblos divididos por creencias, lenguas y culturas distintas.

### África

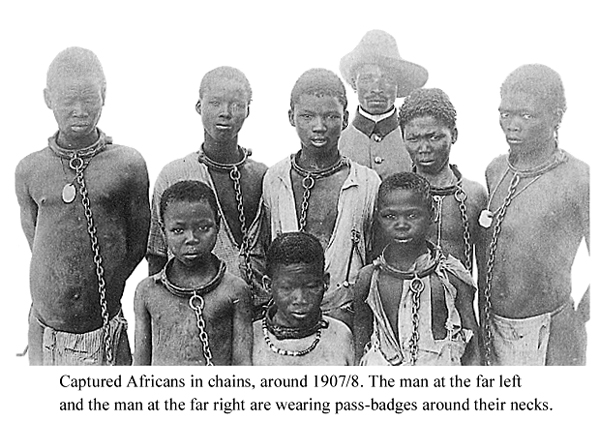
Colonización alemana de África, 1907/8

En Reino Unido, el Ministerio de Relaciones Exteriores tuvo documentos relacionados con el Imperio británico en un archivo secreto en Hanslope Park, en Londres. Los documentos en el archivo detallaron la muerte de 11 hombres asesinados por guardias de la prisión durante la rebelión de Mau Mau. La represión por las autoridades coloniales había sido documentada en una serie de trabajos académicos.
En Bélgica, el genocidio congoleño no se reconoce en el discurso público general. El gobierno quemó durante ocho días el archivo de la colonia. En 1999, Adam Hochschild publicó King Leopold's Ghost, un libro sobre las atrocidades cometidas en el genocidio congoleño. El libro se convirtió en la base de un documental del mismo nombre en 2006.
El genocidio herero y namaqua se describe como el primer genocidio del siglo XX, y los políticos en Alemania han dicho que hubo una cultura de negacionismo en torno a este.

### Australia
Durante la colonización de Australia, la población indígena australiana experimentó las guerras fronterizas australianas en las que hubo conflictos por el territorio. También se han realizado masacres y envenenamientos masivos contra indígenas.
En Australia, el informe Regreso a Casa (Bringing Them Home) destacó el abuso cometido contra los indígenas australianos al separar por la fuerza a los niños de las familias indígenas, en la práctica estatal llamada generaciones robadas. No obstante, el ex primer ministro John Howard se negó a disculparse en la Moción de Reconciliación. Un académico que niega el genocidio en Australia es Keith Windshuttle, quien fue editor de la revista de derechas Quadrant, que produjo material criticando el informe. El ex primer ministro de Tasmania, Ray Groom, dijo que "no hubo asesinatos en el estado isleño". El Dr. Gary Jones, exministro de trabajo de Australia, ha descrito el colonialismo como un regalo para las naciones indígenas. La senadora indígena Jana Stewart calificó tal tipo de puntos de vista como una negación de las experiencias históricas de los indígenas australianos.

En Australia hay debates en curso sobre la interpretación de la historia, llamadas Guerras de historia, por ejemplo, la formación del mito nacional de Australia como una invasión o asentamiento. La total destrucción de la población aborigen de Tasmania ha sido descrita como un acto de genocidio por historiadores y académicos como Robert Hitchcock, Thomas Koperski, Mohamed Adhikari, Benjamin Madley y Ashley Sousa. 

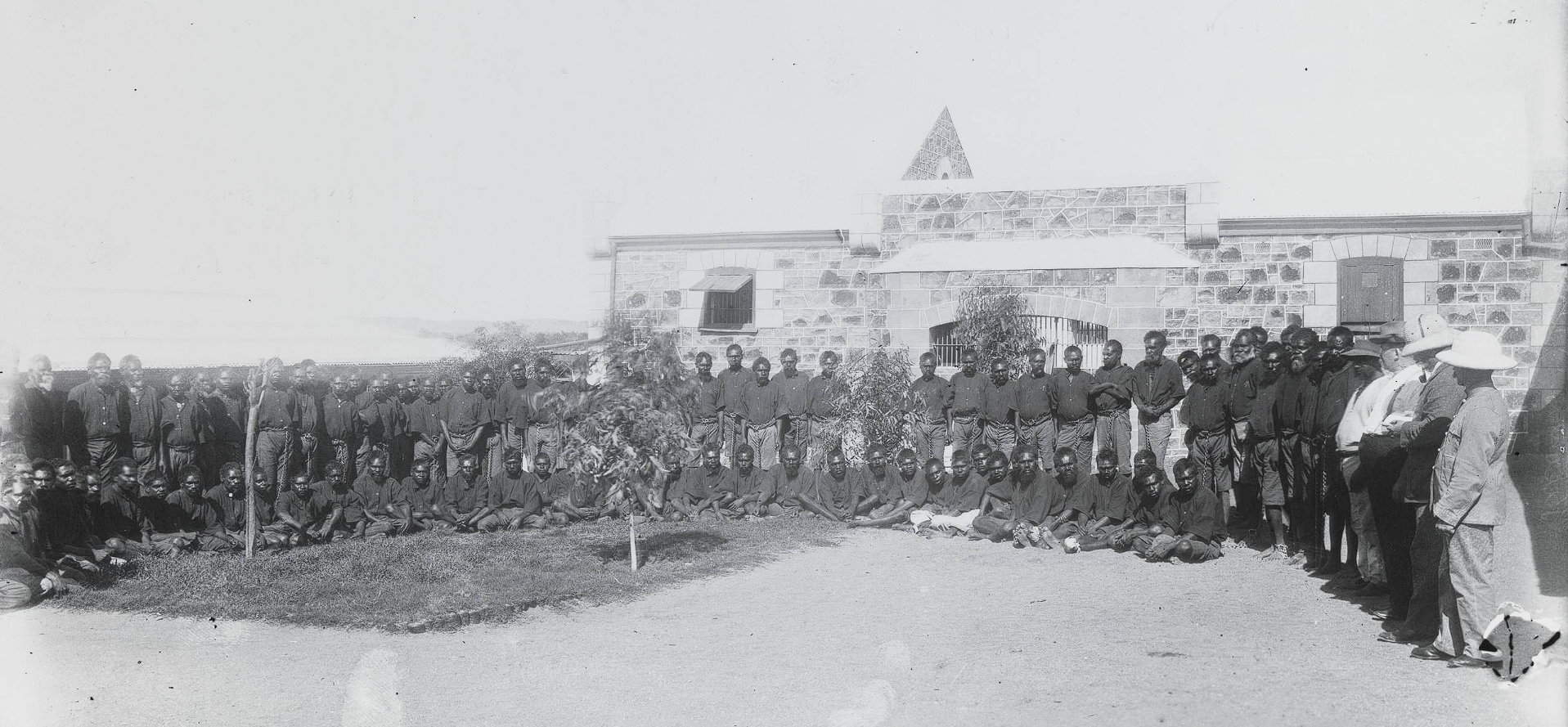
Entre 1838 y 1931, los prisioneros aborígenes recluidos en la Isla de Rottnest, Australia, fueron recluidos en condiciones deplorables y sometidos a un trato cruel e inhumano.

El historiador Jurgen Zimmerer ha escrito que los políticos conservadores australianos niegan el genocidio de los aborígenes. El historiador Dirk Moses dice que en Australia había muchos grupos indígenas cultural-lingüísticos, por lo que no hubo un solo evento genocida desde la perspectiva colonizadora, sino múltiples: «... muchos genocidios tuvieron lugar en Australia». Según el historiador sudafricano Colin Tatz, en la década de 1990, a pesar de las disculpas y las admisiones sobre el pasado, había negacionistas como los académicos australianos Kenneth Minogue, Ken Maddock y Ron Brunton, y también políticos como John Howard, John Herron, Peter Howson, Wayne Goss, Ray Groom y Bill Hayden. El ex primer ministro Wayne Goss insistió en la eliminación de palabras como «invasión» de los textos escolares.
Según Hannah Baldry, hubo una negación: «El gobierno australiano parece haber sufrido durante mucho tiempo una forma de 'negación' que ha privado constantemente a la población aborigen del país del reconocimiento de los crímenes perpetrados contra sus antepasados».
Genocide Watch afirmó que Australia se encuentra en una etapa de negación del genocidio: «El gobierno debería declarar oficialmente que las leyes y políticas racistas que dieron lugar a las generaciones robadas y al desplazamiento forzado de los indígenas australianos constituyeron genocidio».
La autora indígena Irene Watson considera que el genocidio no sólo se ha negado en Australia, sino "también contra la mayoría de los demás pueblos indígenas colonizados".

### Rusia
Algunos académicos describen a Rusia como un Estado colonial, particularmente en su expansión hacia Siberia y el Extremo Oriente ruso, durante la cual desplazó a los pueblos indígenas, mientras practicaba el colonialismo. Los pueblos indígenas se resistieron a la anexión de Siberia y el Lejano Oriente, mientras que los cosacos cometieron atrocidades contra los pueblos indígenas. Durante la Guerra Fría se practicaron nuevas formas de represión indígena.

## Reacciones a la negación
Muchos países de Europa tienen leyes contra la negación del Holocausto. Varios estados europeos han optado por adoptar una postura firme contra la negación del genocidio mediante la promulgación de leyes para prohibirlo. El alcance de la cobertura legal varía de un estado a otro.
En Canadá, la parlamentaria federal Leah Gazan propuso criminalizar la negación del genocidio en las escuelas residenciales: «Dicen que están siendo inundados con correos electrónicos, cartas y llamadas telefónicas de personas que rechazan los informes de presuntas fosas comunes y sesgan la historia de las escuelas financiadas por el gobierno», aquellas instituciones dirigidas por iglesias cristianas que trabajaron para asimilar a más de 150 000 niños indígenas, Inuit y Métis durante más de un siglo.
En 2022, la Oficina de las Naciones Unidas para la Prevención del Genocidio y la Responsabilidad de Proteger publicó un documento titulado Combatiendo la negación del Holocausto y el genocidio: protegiendo a los sobrevivientes, preservando la memoria y promoviendo la prevención, en el que la negación del genocidio a menudo se asocia con el discurso de odio, específicamente cuando dirigido a grupos identificables específicos. El informe brinda recomendaciones de política para los estados miembros en materia de negación.

## Colonialismo y genocidio

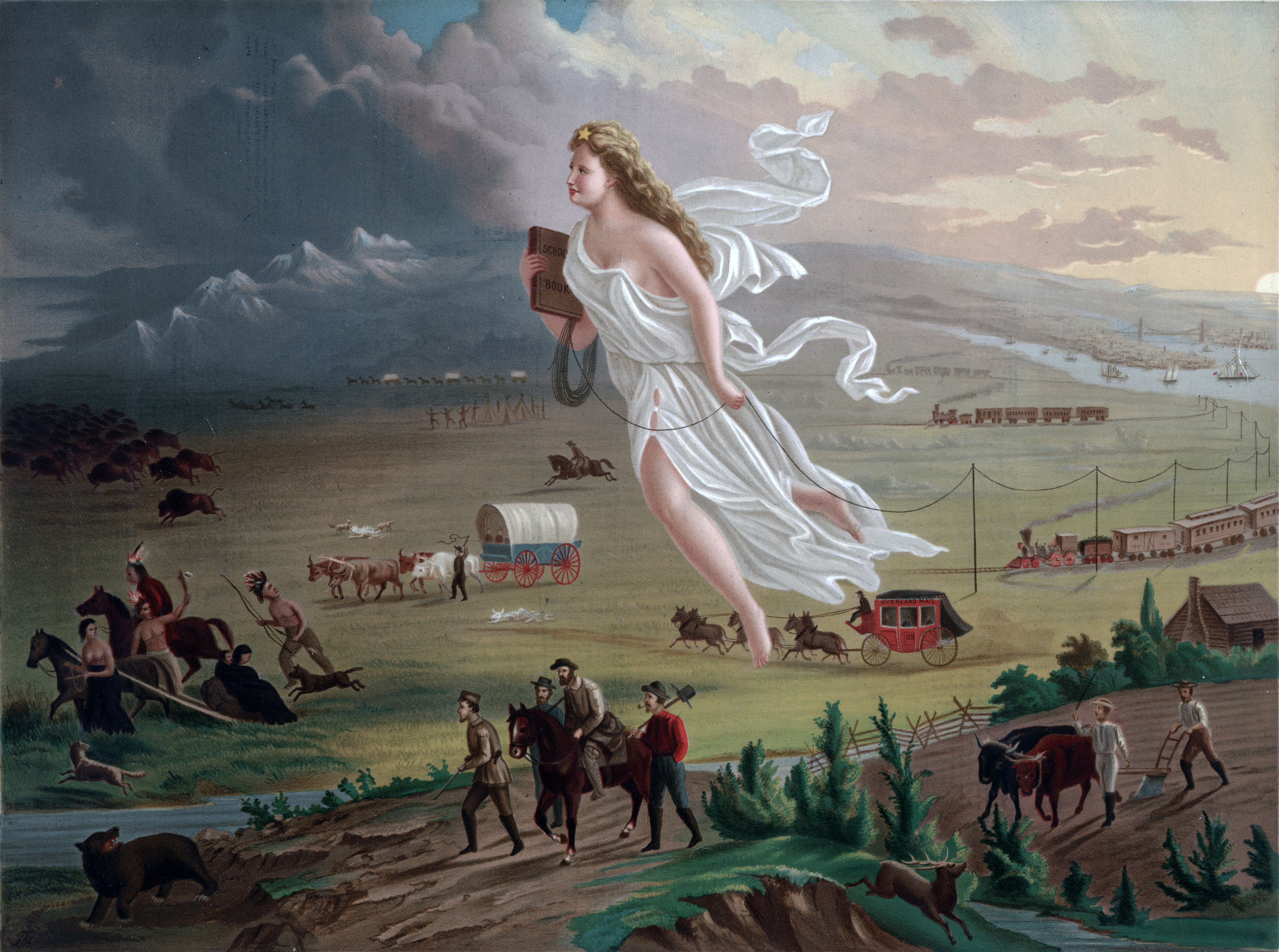
Progreso americano, por John Gast, 1872. Columbia escolta a los europeos mientras invaden a las naciones indígenas, eliminando a los pueblos y animales nativos.

Un número de académicos internacionales que  estableció una relación entre el colonialismo y el genocidio. El colonialismo de poblamiento se diferencia de la inmigración porque los inmigrantes se integran, asimilan y mezclan con una sociedad existente, no la eliminan para reemplazarla.
A continuación sigue una muestra de trabajos académicos del periodo, que apunta a la relación entre el colonialismo de poblamiento y el genocidio de pueblos indígenas.

### Ann Curthoys
Ann Curthoys es una historiadora y académica australiana que escribe lo siguiente acerca de la visión de Leo Kuper :

Sin embargo, el curso de la colonización de América del Norte y del Sur, las Indias Occidentales, Australia y Tasmania, observa Leo Kuper, ciertamente ha estado marcado con demasiada frecuencia por el genocidio.

### Asociación de Historiadores de Canadá
La Asociación de Historiadores de Canadá sostiene que la profesión de historiadores canadienses fueron cómplices del negacionismo y también dijo en una declaración: «Los gobiernos de los colonos, ya sean coloniales, imperiales, federales o provinciales, han trabajado, y podría decirse que todavía trabajan, para eliminar a los pueblos indígenas como una cultura distinta y como un grupo físico». Muchos historiadores discreparon y emitieron comunicados en contra del consenso general sobre este aspecto de la historia canadiense. Los profesores Sean Carleton y Andrew Woolford dicen que existe un consenso académico sobre el genocidio en Canadá: «Al final, en los últimos años ha surgido un amplio consenso académico que coincide en la aplicabilidad del genocidio en el contexto canadiense».

### Bernard Baylin
El historiador ganador del premio Pulitzer Bernard Baylin ha dicho que las conquistas holandesas e inglesas fueron tan brutales como las españolas y portuguesas, y que en ciertos lugares y en ciertos momentos fueron de carácter "genocida". Dice que esta historia, por ejemplo la Guerra Pequot, no se borra sino que se omite de forma conveniente para la nueva nación. Las diferentes potencias europeas implementaron políticas coloniales similares a las de España hacia los grupos indígenas.

### Carroll P. Kakell III
De acuerdo a este historiador, en Estados Unidos: 

Muchos actores estatales y no estatales de la época (ya fueran legisladores o ciudadanos comunes) tenían muy claras sus motivaciones para apropiarse de las tierras y los recursos indígenas, así como sus intenciones de eliminar a cualquier pueblo indígena que se resistiera a su despojo, a menudo violento. Fueron las generaciones posteriores (con la ayuda, cabe señalar, de la mayoría de los historiadores) quienes “ocultaron” el genocidio, deliberadamente o no.

### Chris Mato Numpa
De acuerdo al Dr. Chris Mato Numpa, Estados Unidos se encuentra en estado de negación de la destrucción intencional y el genocidio de pueblos indígenas, sufriendo un grave caso de amnesia histórica.

### Christian P. Sherrer
Christian P. Sherrer ha argumentado que casi todas las potencias coloniales europeas usaron el genocidio como parte del proceso de colonización.

### David V. Baker
De acuerdo al profesor David V. Baker, la colonización en Norteamérica ha sido inherentemente genocida:

La historia de las ejecuciones de indígenas estadounidenses se inscribe claramente en un contexto sociopolítico de colonialismo genocida, cuyo propósito era despojar a los indígenas estadounidenses de su indianismo expulsándolos de sus territorios tribales sagrados, perturbando sus culturas tradicionales y manteniendo su condición de marginados en la sociedad estadounidense actual.

### David Moshman

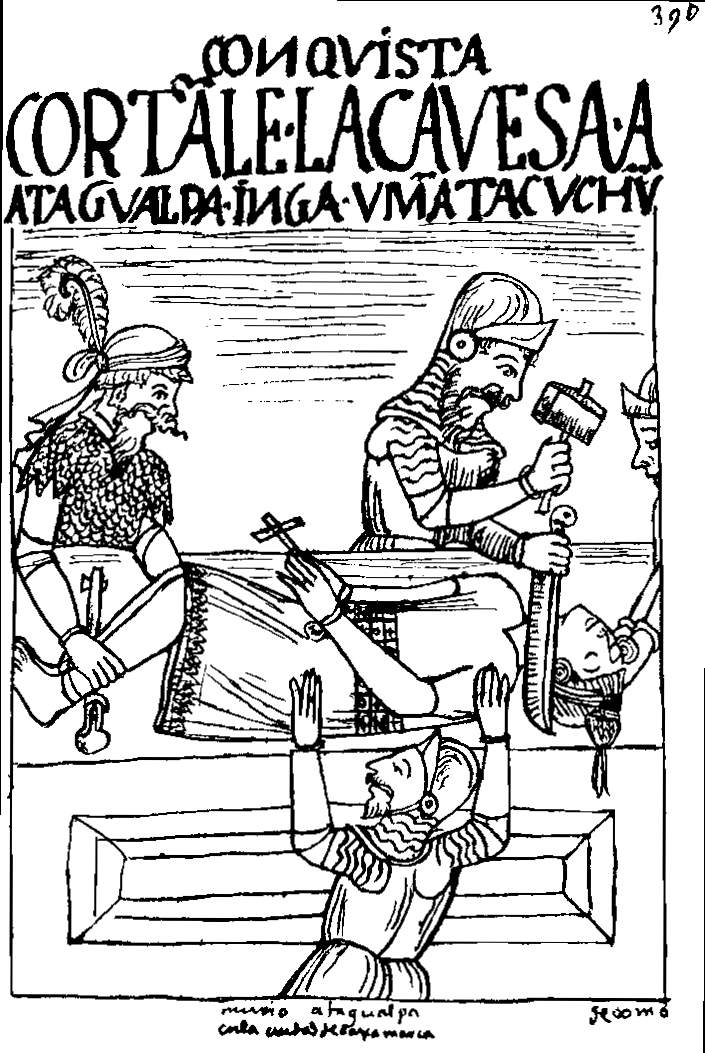
Dibujo de Felipe Guamán Poma de Ayala que representa la ejecución de Atahualpa.

David Moshman, profesor de la Universidad de Nebraska–Lincoln, destacó el hecho de que las naciones indígenas en el continente americano no son una entidad monolítica.  Señala que muchas naciones indígenas han desaparecido en su totalidad:

Las naciones de las Américas permanecen virtualmente ajenas a su salida de una serie de genocidios que fueron deliberadamente dirigidos y lograron eliminar a cientos de culturas indígenas.

### David Stannard
El historiador David Stannard y profesor de Estudios Americanos en la Universidad de Hawái compara el proceso genocida en dos casos:

Y ahí radica la diferencia central entre el genocidio cometido por los españoles y el de los angloamericanos: en la América británica el exterminio era el objetivo principal.

### Elyse Semerdjian
Según Elyse Semerdjian, la guerra colonialista es un lento proceso genocida que a veces parece invisible para los colonizadores.

### Jacques Depelchin
El historiador Jacques Depelchin ha dicho que los crímenes del colonialismo moderno siempre han sido negados.

### Jeffrey Ostler
El historiador Jeffrey Ostler dice que en la historiografía del pasado, los acontecimientos clave de las masacres genocidas en el contexto de las misiones del ejército estadounidense para dominar las naciones indias del oeste americano se narraban como «batallas». El concepto de genocidio ha tenido un impacto modesto en la historiografía de los indígenas norteamericanos.

### Jurgen Zimmerer

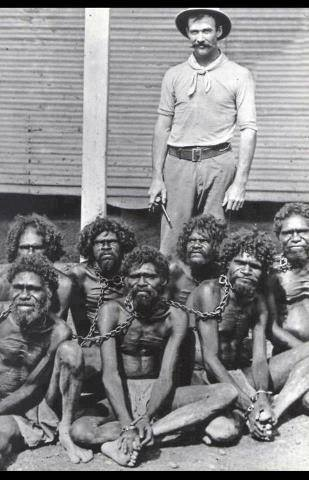
indígenas australianos encadenados en cautiverio.

El historiador Jurgen Zimmerer ha escrito que existe una negación del genocidio de los indígenas por parte de los políticos conservadores australianos y en los Estados Unidos se sigue negando la conmemoración pública de la destrucción de los indígenas norteamericanos. El historiador Dirk Moses dice que en Australia había muchos grupos indígenas cultural-lingüísticos, por lo que no hubo un solo evento genocida desde la perspectiva colonizadora, sino múltiples instancias de genocidio: "... muchos genocidios tuvieron lugar en Australia".
Zimmerer dice que en países donde los descendientes de perpetradores de genocidio son dominantes, el reconocimiento de genocidios coloniales es difícil ya que daña la imagen del pasado sobre la que se construye la identidad nacional.

### Gregory D. Smithers
Gregory D. Smithers, profesor del Departamento de Historia de la Universidad de Aberdeen, también habla acerca del tema:

Ward Churchill se refiere al colonialismo en América del Norte como "el holocausto estadounidense", y David Stannard retrata de manera similar la colonización europea de las Américas como un ejemplo de "incineración humana y carnicería".

### Hannah Baldry
Según Hannah Baldry, en Australia actualmente existe una negación acerca de la historia de los crímenes perpetrados contra los indígenas australianos:

"El gobierno australiano parece haber sufrido durante mucho tiempo una forma de 'negación' que ha privado sistemáticamente a la población aborigen del país del reconocimiento de los crímenes perpetrados contra sus antepasados".

### Leo Kuper
El académico sudafricano Leo Kuper explicó por qué el genocidio de los pueblos indígenas ha sido ampliamente ignorado en los estudios académicos:

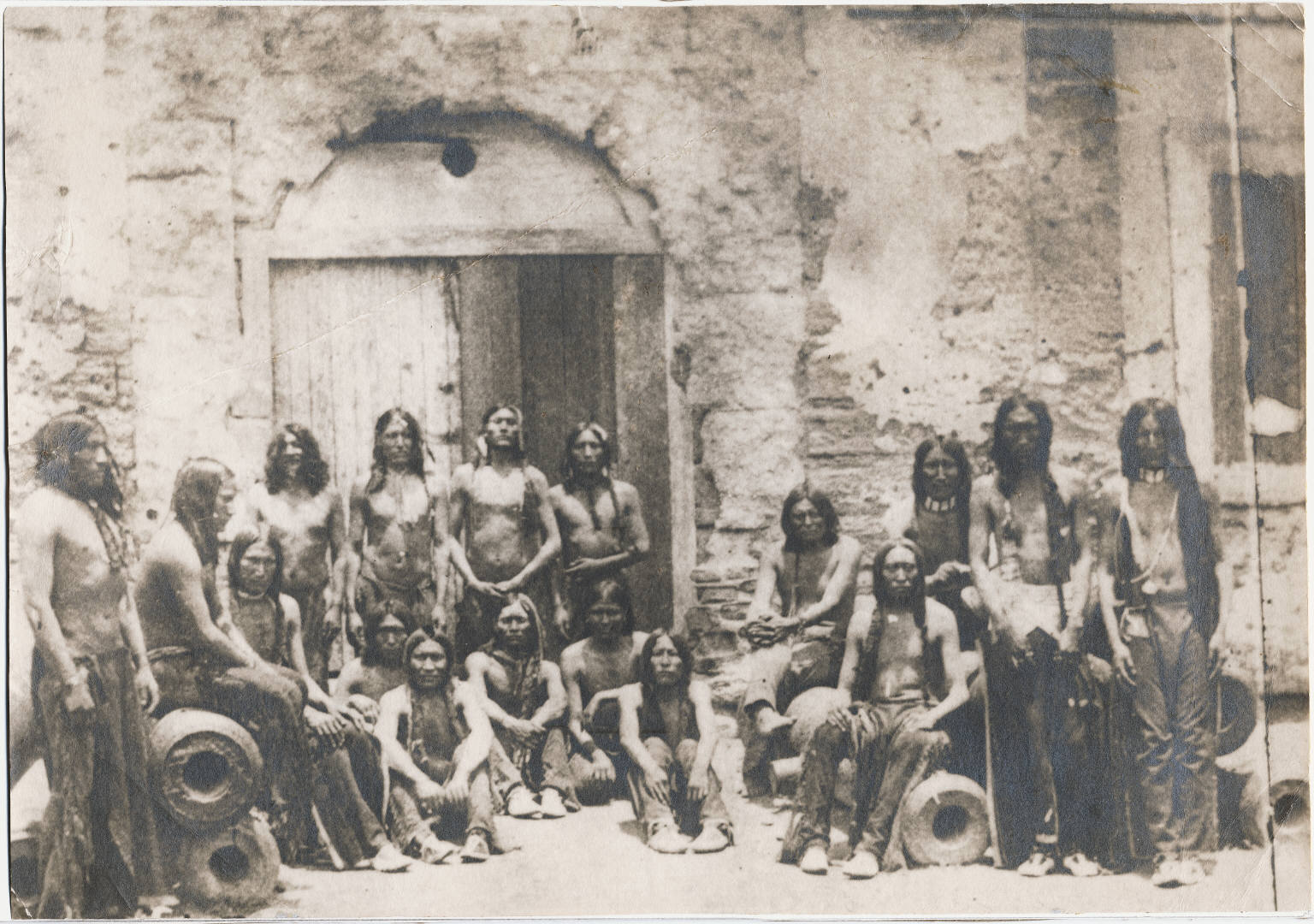
Prisioneros de la Guerra del Río Rojo, en Florida, Estados Unidos. 1875.

Gran parte de la colonización se llevó a cabo sin conflicto genocida... Pero los efectos del asentamiento colonial fueron bastante variables, dependiendo de una variedad de factores, como el número de colonos, las formas de la economía colonizadora y la competencia por los recursos productivos, las políticas del poder colonizador y actitudes hacia los matrimonios mixtos o el concubinato… Algunas de las aniquilaciones de pueblos indígenas no surgieron tanto por un acto deliberado, sino en el curso de lo que puede describirse como un proceso genocida: masacres, apropiación de tierras, introducción de enfermedades y el trabajo forzado.

### Mahmood Mamdani
Según Mahmood Mamdani, en general, las sociedades indígenas no necesariamente consideraban el territorio (no así sus pertenencias personales como su casa) como una propiedad privada, sino propiedad comunal en línea con su cultura colectiva. Mamdani añade que las potencias coloniales efectuaron dos tipos de guerra: entre sí mismas, y contra los colonizados. En el primer caso, la guerra se practicaba de una forma más civilizada. El antropólogo australiano Patrick Wolfe dice que la remoción física de su tierra resultó en la pérdida de los medios de subsistencia, ya que la tierra fue privatizada y puesta fuera del alcance de los pueblos indígenas. Algunos intelectuales europeos como John Locke racionalizaron la apropiación del territorio indígena diciendo que la tierra debería pertenecer a quienes la trabajaban en la tradición europea, siendo que los indígenas aprovechaban del territorio con métodos muy diferentes.

### Mark Levene
Mark Levene, historiador de la Universidad de Southampton, vinculó el colonialismo y el genocidio:

En esto, por supuesto, volvemos al nexo fatal entre el impulso angloamericano hacia la rápida construcción del estado y el genocidio.

### Martin Shaw
Martin Shaw ha argumentado que en un contexto colonial es común que: "cada lado atacó a la población civil del oponente mientras perseguía objetivos militares".

### Noam Chomsky

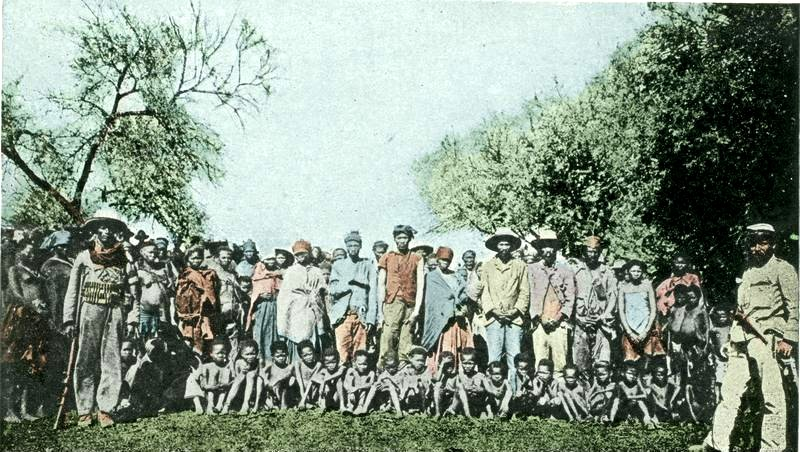
Prisioneros del genocidio herero y namaqua, 1899

Noam Chomsky ha considerado que el colonialismo está estrechamente relacionado con el imperialismo y describe la falta de autoconciencia en la historiafía estadounidense:

El colonialismo, comúnmente la forma más viciosa de conquista imperial, proporciona ejemplos sorprendentes. Los colonos ingleses en América del Norte no tenían dudas sobre lo que estaban haciendo. El héroe de la Revolución Americana, general Henry Knox, el primer secretario de Guerra en las colonias americanas recién liberadas, describió "la extirpación total de todos los indios en las partes más pobladas de la Unión" por medio de "más destructiva para los indios nativos que la conducta de los conquistadores de México y Perú", lo que hubiera sido un "logro" significativo. En sus últimos años, el presidente John Quincy Adams reconoció que el destino de "esa desventurada raza de nativos americanos, que estamos exterminando con una crueldad tan despiadada y pérfida, esta entre los atroces pecados de esta nación, por la cual creo que Dios un día lo traerá a juicio".

Chomsky examina el genocidio dentro de un contexto de colonialismo y dice que no se reconoce el genocidio de los pueblos indígenas en las Américas:

Al norte del Río Bravo, donde una vez hubo tal vez 10 o 12 millones de nativos americanos. Para 1900 había alrededor de 200.000. En la región andina y en México había sociedades indígenas muy extensas, y en su mayoría ya no existen. Muchos de ellos fueron totalmente asesinados o aniquilados, otros sucumbieron a enfermedades traídas por los europeos. Esto es un genocidio masivo, mucho antes del surgimiento del estado-nación del siglo XX. Puede que sea uno de los ejemplos más extremos, si no el más extremo, de la historia, pero está lejos de ser el único. Estos son hechos que no reconocemos.

### Raphael Lemkin
Raphael Lemkin, un abogado polaco quien acuñó el término del genocidio, y perdió 49 familiares en el Holocausto, consideró al colonialismo como un proceso de carácter genocida:

El genocidio tiene dos fases: una, la destrucción del modelo nacional del grupo oprimido; la otra, la imposición del modelo nacional del opresor. Esta imposición, a su vez, puede aplicarse a la población oprimida a la que se le permite permanecer, o únicamente al territorio, tras el desplazamiento de la población y la colonización de la zona por parte de los propios nacionales del opresor.

### Richard White
El historiador y profesor de la Universidad de Stanford Richard White dice que Benjamin Madley cree que los genocidios de los nativos americanos requieren un nombramiento único para cada caso, y observa:

Al definir el genocidio, Madley se basa en los criterios de la Convención de Genocidio de las Naciones Unidas, que ha servido de base para los juicios por genocidio de los acusados de Ruanda y la ex Yugoslavia y ha sido empleado en la Corte Penal Internacional de La Haya.

### Robert K. Hitchcock
Robert K. Hitchcock ha declarado que aunque muchos países han declarado compromisos con los derechos de las minorías, numerosos países han reprimido a sus propios ciudadanos:

La mayoría de los estados, junto con las Naciones Unidas, se han mostrado reacios a criticar a las naciones individuales por sus acciones con el pretexto de que esto constituiría una violación de la soberanía. También han tendido a aceptar las negaciones de los genocidios por parte del gobierno al pie de la letra. Como resultado, las acciones genocidas continúan.

### Roxanne Dunbar-Ortiz

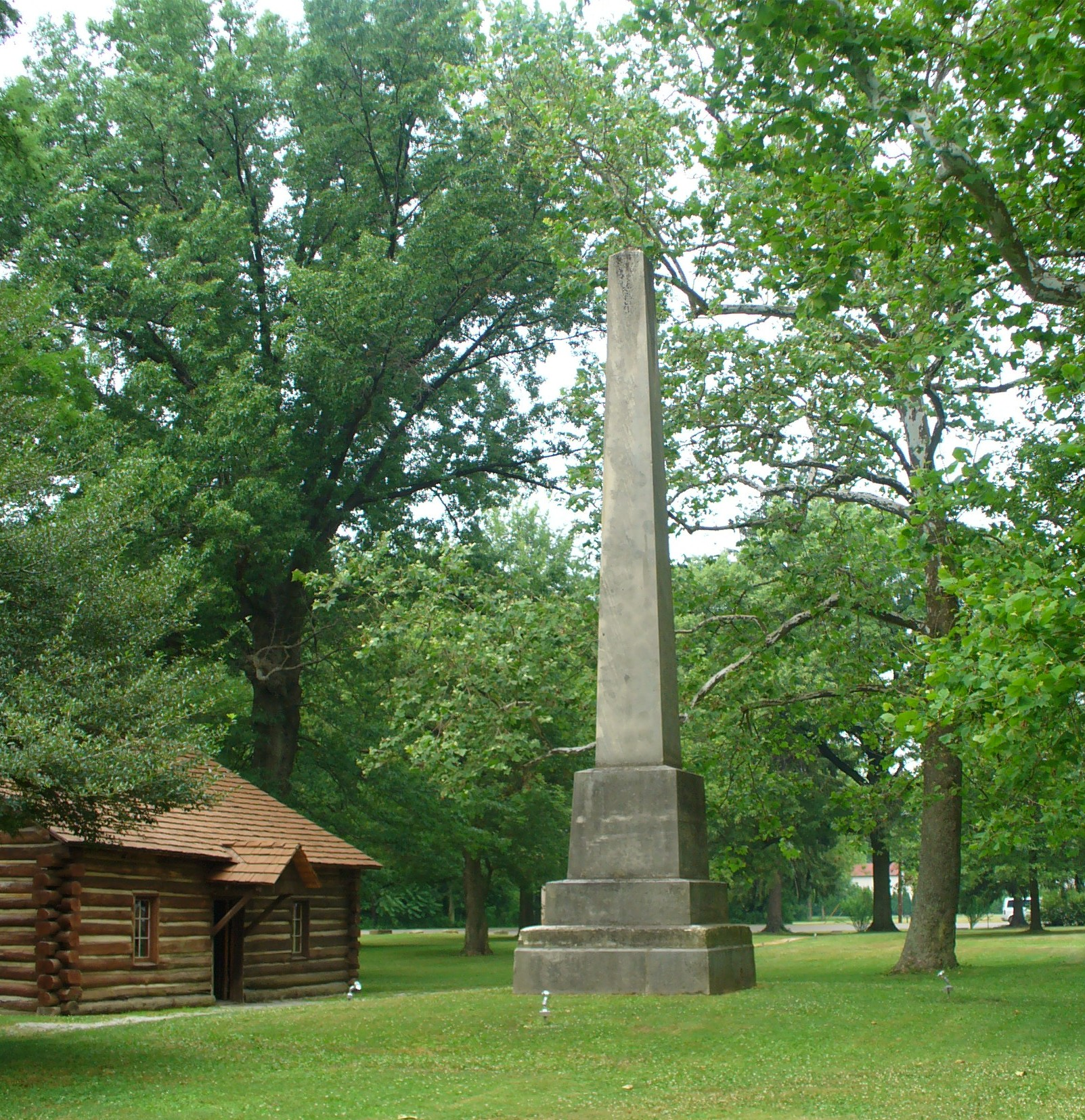
Monumento a la Masacre de Gnadenhutten, en Gnadehutten, Ohio, Estados Unidos.

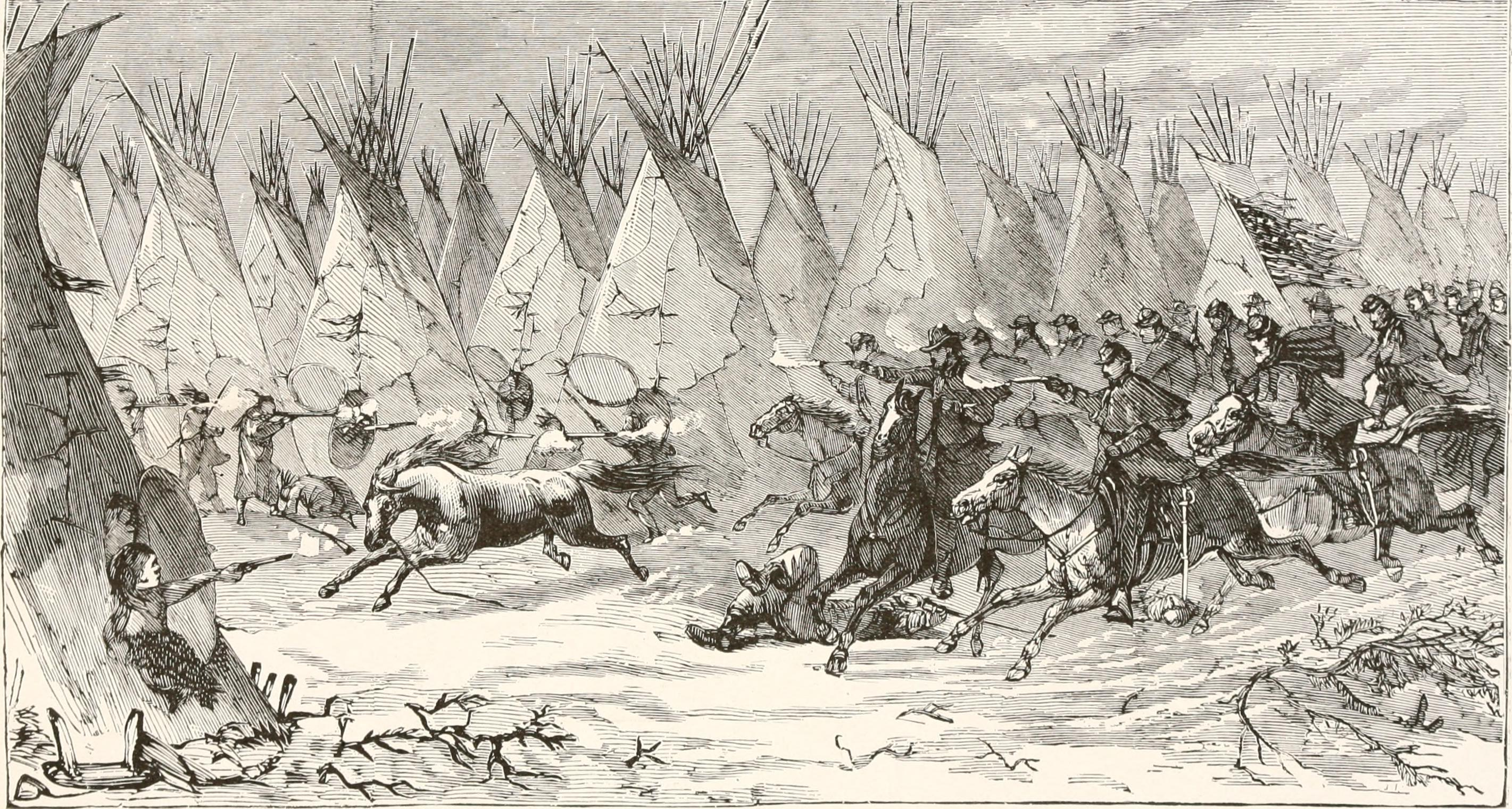
Caballería del ejército americano atacando una población cheyene (1868)

Roxanne Dunbar-Ortiz, historiadora estadounidense, profesora de la Universidad Estatal de California, describe el colonialismo:

El colonialismo es inherentemente genocida en términos de la convención de genocidio. En el caso de las colonias británicas de América del Norte y de los Estados Unidos, no solo se practicó el exterminio y la remoción, sino también la desaparición de la existencia anterior de los pueblos indígenas, y esto continúa perpetuándose en las historias locales.

### Samuel Totten
El historiador Samuel Totten afirmó lo siguiente en su trabajo de historiografía:

... Fue solo en la última parte del siglo XX que el genocidio de los pueblos indígenas comenzó a convertirse en un tema importante para los activistas de derechos humanos, las organizaciones no gubernamentales, las instituciones financieras y de desarrollo internacional, como las Naciones Unidas y el Banco Mundial, y organizaciones indígenas y otras organizaciones comunitarias...

### Stephen Howe
Stephen Howe, profesor de Historia y Culturas del Colonialismo en la Universidad de Bristol, Reino Unido, relaciona el colonialismo con el genocidio, al estar relacionados en los hechos:

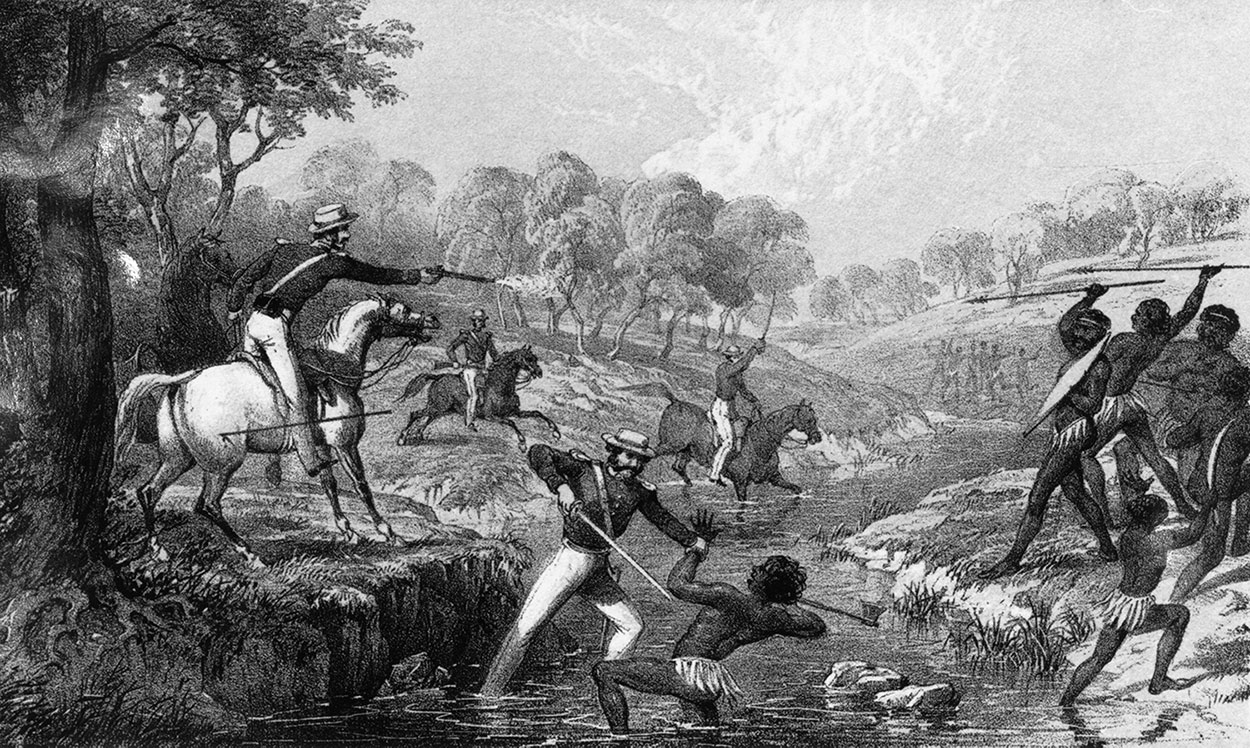
Pintura de la masacre de Waterloo Creek por parte de la Policía Montada Militar de Australia.

La relevancia crucial de esto para los debates sobre la violencia colonial radica en el argumento, realizado en los últimos años en muchos contextos diferentes y con una fuerza sin precedentes, de que el colonialismo está inherentemente ligado a la violencia extrema, generalizada, estructural e incluso genocida....Y simplemente, dado que Gran Bretaña (y, antes de que se formara un Reino Unido o una identidad británica compuesta, Inglaterra) fundó colonias de colonos "explosivas" cada vez más exitosas que cualquier otro imperio, por lo que probablemente haya más supuestos o posibles casos de genocidio anterior al siglo XX ocurrido en el mundo británico que en cualquier otro lugar fuera de él... Para la América del Norte británica y para Australasia, sin embargo, el caso de numerosos episodios de genocidio, incluso por definiciones restringidas, ya que hubo asesinatos deliberados a gran escala perpetrados repetidamente, me parece muy sólido.

### Ward Churchill
El académico Ward Churchill argumenta que las poblaciones indígenas de las Américas fueron objeto de una campaña sistemática de exterminio por parte del colonialismo europeo: "Para Churchill, la mayor serie de genocidios jamás perpetrados en la historia -en términos de magnitud y duración- ocurrió en las Américas..."
Churchill habla de las políticas estadounidenses, como la Ley de traslado forzoso de los indios y la asimilación forzada de niños indígenas en los internados para indios americanos que funcionaron a mediados del siglo XIX y principios del siglo XX. Estados Unidos ratificó la Convención sobre Genocidio cuarenta años después hasta 1986, y lo hizo con reservas y condiciones. Churchill ha llamado a la Doctrina del Destino Manifiesto una ideología utilizada para justificar el despojo y el genocidio contra los nativos americanos, y lo comparó con la ideología Lebensraum de la Alemania nazi.

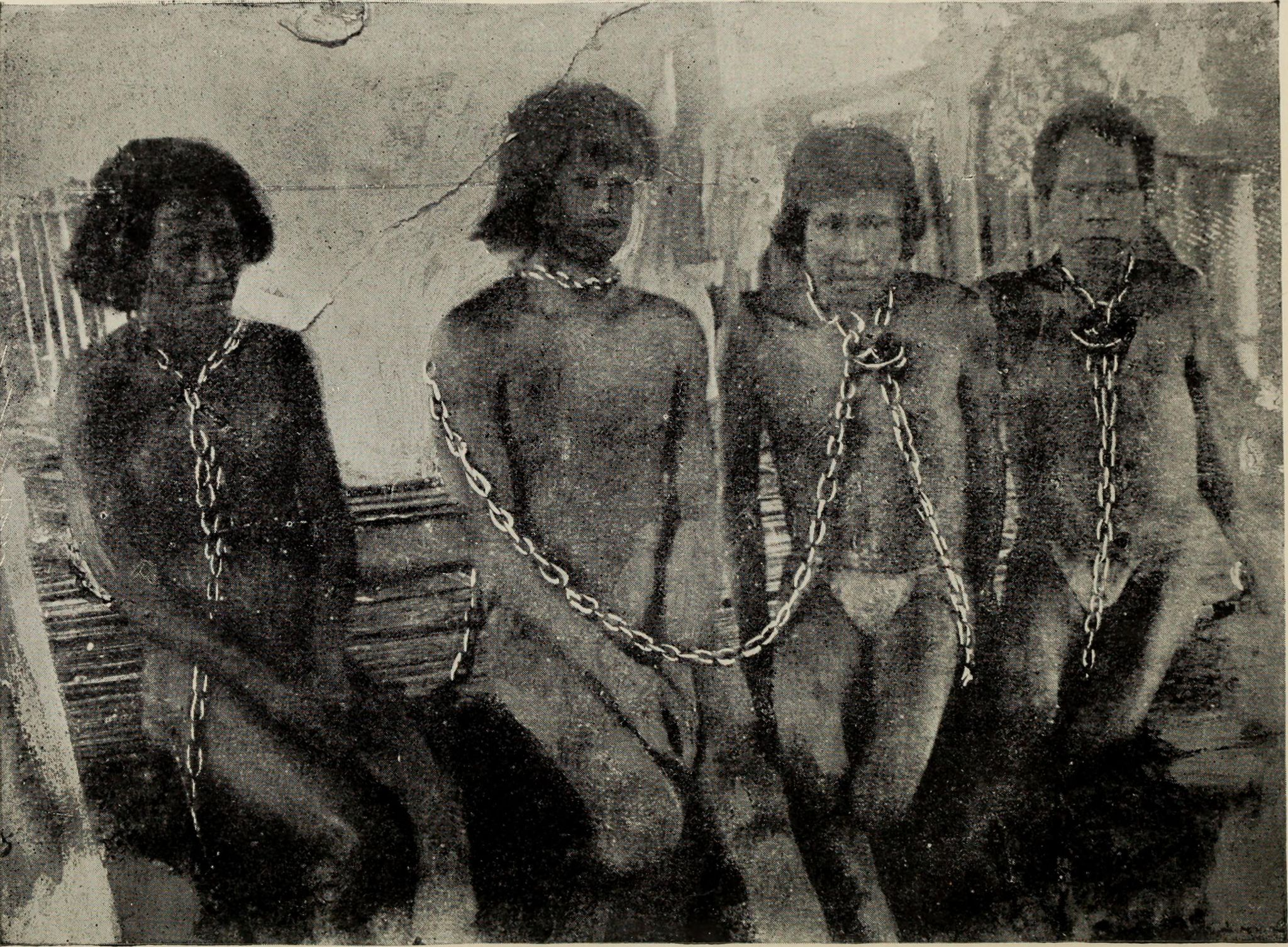
Esclavos en el contexto del genocidio del Putumayo a la población indígena de la Amazonia a manos de la Compañía Peruana de la Amazonía. 1912.

### Walter L. Hixson
El historiador Walter L. Hixson dice que las sociedades derivadas del colonialismo de asentamiento como Estados Unidos y Australia niegan y distorsionan la historia del despojo violento de los pueblos indígenas.

### William B. Maltby
El proceso colonial español fue criticado por potencias europeas rivales en las obras de Leyenda negra española. Algunos historiadores han señalado que el abuso de los pueblos indígenas fue practicado por la todas de las potencias europeas que colonizaron las Américas, incluyendo a Francia que además efectuó muchas alianzas con pueblos indígenas para rivalizar con el Imperio británico. La evaluación historiográfica del impacto del colonialismo y la colonización de Europa occidental continúa evolucionando. Según el erudito William B. Maltby: "Al menos tres generaciones de erudición han producido una apreciación más equilibrada de la conducta española tanto en el Viejo como en el Nuevo Mundo, mientras que los pésimos registros de otras potencias imperiales han recibido una valoración más objetiva".

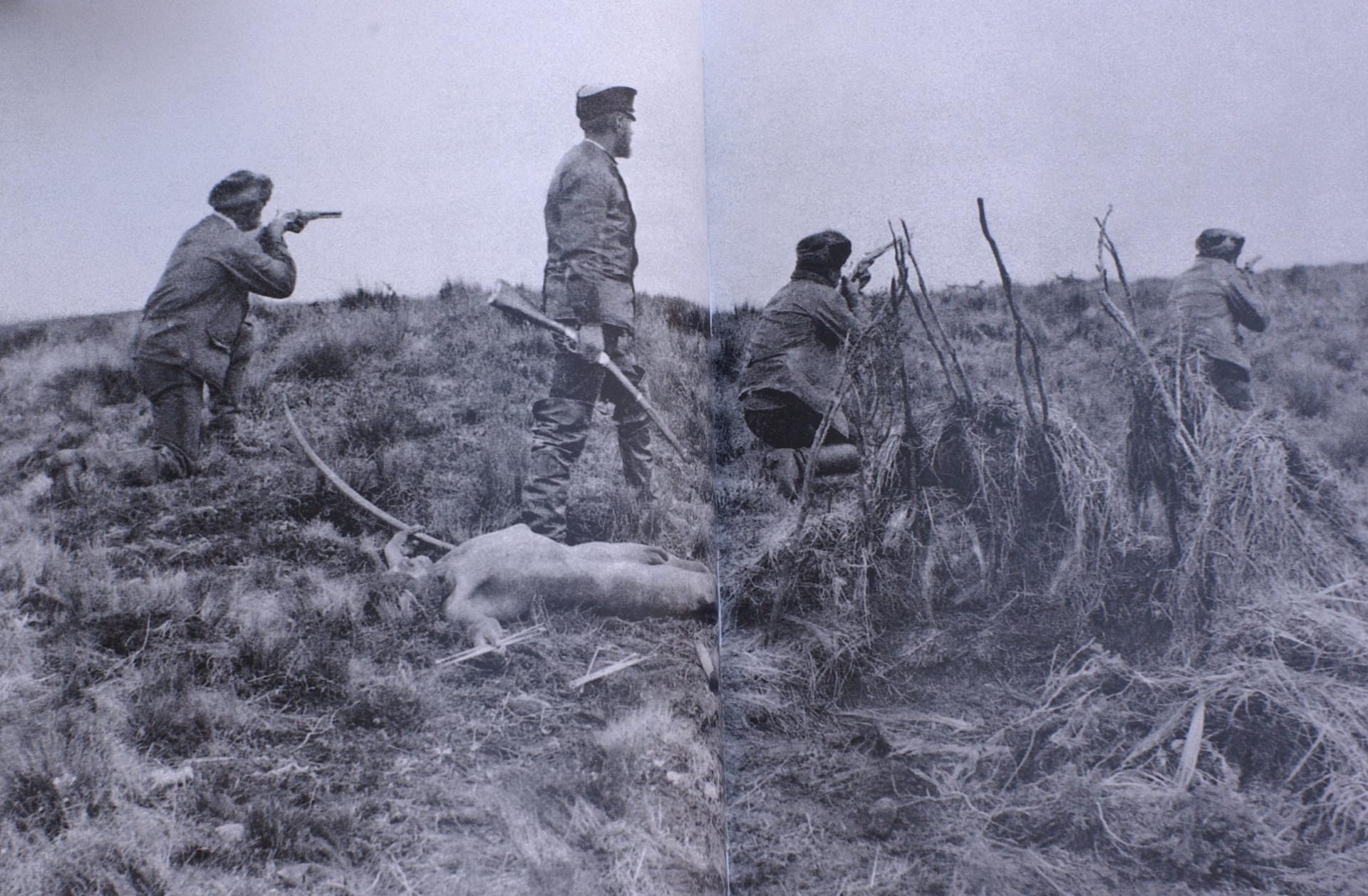
Julius Popper y el genocidio Selk'nam

## Otras personalidades
Phil Fontaine, exjefe nacional de la Asamblea de las Primeras Naciones, escribió:

El Gobierno de Canadá reconoce actualmente cinco genocidios: el Holocausto, el Holodomor, el genocidio armenio, el genocidio de Ruanda y Srebrenica.
Ha llegado el momento de que Canadá reconozca formalmente un sexto genocidio, el genocidio de sus propias comunidades aborígenes.

Algunos integrantes de la Nación Penobscot en Maine hicieron una película educativa sobre cómo los colonos mataron a los indígenas Penobscot durante la era colonial:

Los cineastas dicen que simplemente quieren asegurarse de que esta historia no se encubra promoviendo una comprensión más completa del pasado de la nación.

El actor indígena Russell Means escribió sobre la negación del genocidio en Estados Unidos en 1992, inspirando el título de un libro de Ward Churchill:

...hay un pequeño asunto de genocidio que debe tenerse en cuenta aquí mismo en casa. Estoy hablando del genocidio que se ha perpetrado contra los indios americanos...

En 1973, el actor estadounidense Marlon Brando rechazó un premio Óscar al mejor actor en protesta por la representación negativa de los nativos americanos en el cine de Hollywood.
En 2023, líderes indígenas de Antigua y Barbuda, Australia, Bahamas, Belice, Canadá, Granada, Jamaica, Nueva Zelanda, Papúa Nueva Guinea, San Cristóbal y Nieves, Santa Lucía y San Vicente y las Granadinas emitieron una declaración en una carta abierta. La carta firmada solicita al rey Carlos III que reconozca en su coronación los horribles impactos de la colonización: «Nosotros, abajo firmantes, hacemos un llamado al monarca británico, el rey Carlos III, en la fecha de su coronación, el 6 de mayo de 2023, para que reconozca los terribles impactos y el legado del genocidio y la colonización de los pueblos indígenas y los pueblos esclavizados...».

## En oposición

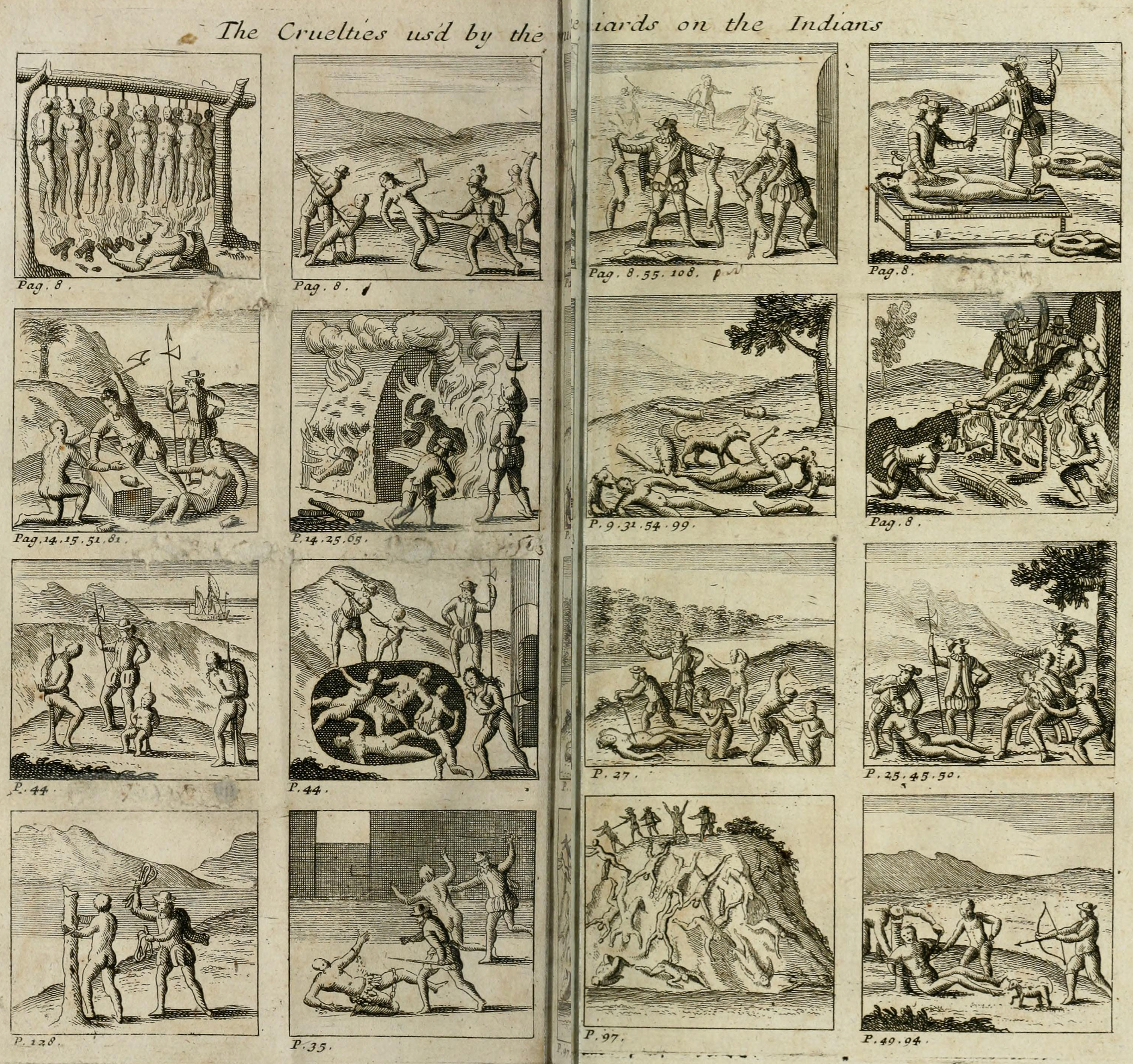
Crueldades españolas, por Bartolomé de las Casas

Una serie de historiadores no han considerado que el genocidio de los pueblos indígenas haya tenido lugar en América del Norte, entre ellos James Axtell, Robert Utley, William Rubinstein, Guenter Lewy y Gary Anderson, aunque algunos llaman a las atrocidades con otro nombre como limpieza étnica o etnocidio. Stephen T. Katz ha argumentado que el Holocausto es el único genocidio que ha ocurrido en la historia.
En el caso de la conquista española de América, el debate se centra en el impacto de las enfermedades, así como en las verdaderas intenciones que tenían los españoles, por ejemplo con el caso de las Leyes de Indias que hubo dificultad en implementar.

## Prevención
La negación de genocidios indígenas puede reducirse mediante trabajos de historia, recopilación de evidencia y conocimientos, preservación de archivos y registros, formación de paneles de investigación, conmemoraciones históricas, disculpas públicas oficiales, desarrollo de comisiones de la verdad, programas educativos, monumentos públicos y museos históricos. Según Johnathan Sisson, la sociedad tiene derecho a conocer la verdad sobre los hechos y hechos históricos, y las circunstancias que dieron lugar a violaciones masivas o sistemáticas de los derechos humanos. Dice que el estado tiene la obligación de asegurar los registros y demás pruebas para evitar el negacionismo histórico.

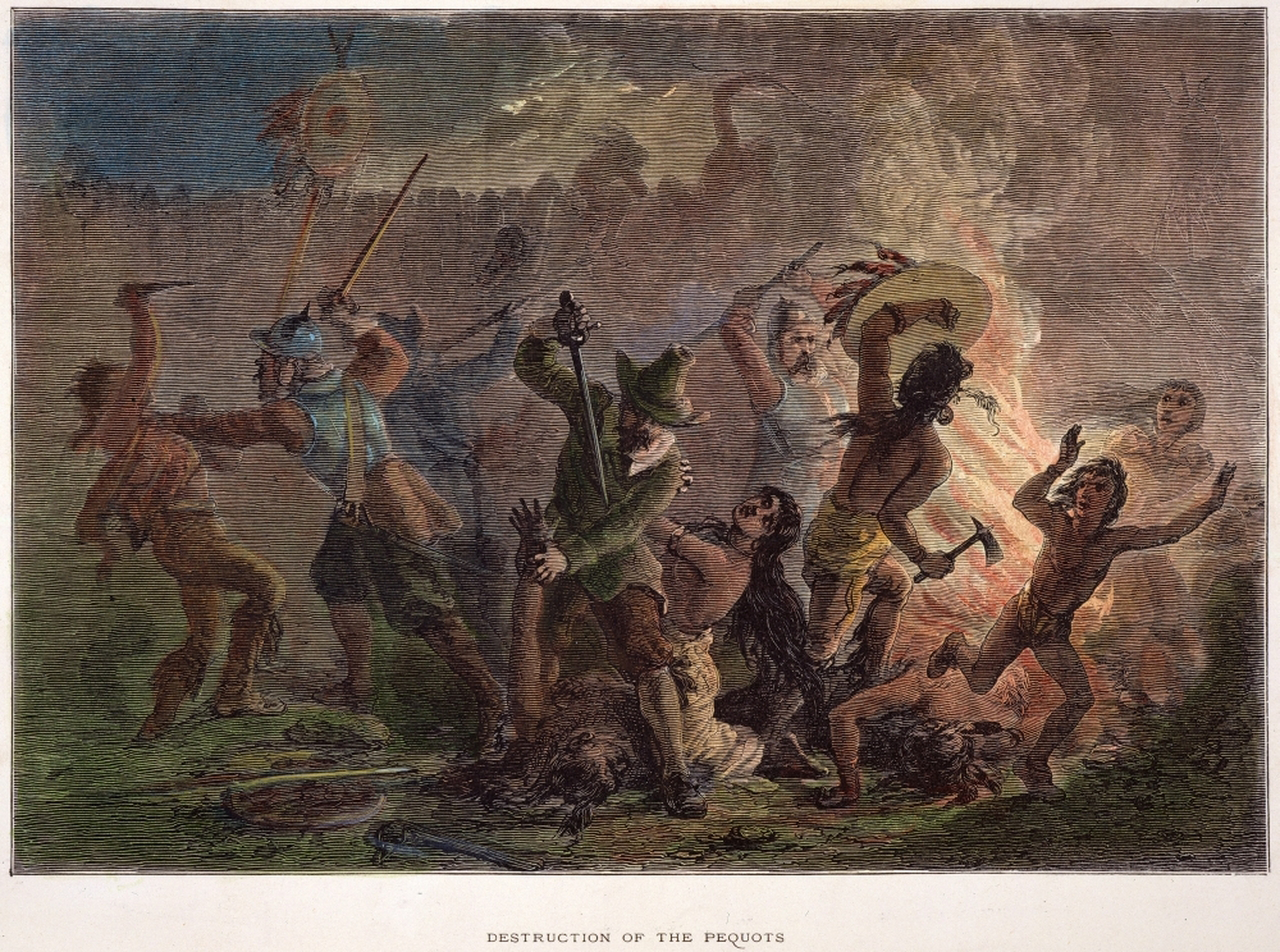
Guerra de Pequot. 1637.

Benjamin Madley estudió dos casos de genocidio (Pequot y Yuki) analizando cuatro elementos: declaraciones oficiales o estatales de intención genocida, presencia de masacres, recompensas de partes del cuerpo patrocinadas por el estado (recompensas pagadas oficialmente por cadáveres, cabezas y cabelleras) y muertes masivas bajo custodia del gobierno. Madley sugiere que el desglose detallado de los estudios de genocidio por grupo individual puede ser una nueva dirección de investigación: "... ofrece una poderosa herramienta para comprender el genocidio y combatir su negación en todo el mundo."